# 시에라 엔터테인먼트
시에라 엔터테인먼트(Sierra Entertainment)는 미국의 비디오 게임 관련 회사로, 주로 배급을 하면서 회사내에 자체적으로는 네개의 개발 스튜디오를 갖고 있다. 비벤디 SA 자회사인 비벤디 게임즈의 자회사이다.

## 1979년 ~ 1984년
시에라 엔터테인먼트의 역사는 1979년 캘리포니아에 위치한 켄 윌리엄스와 로베르타 윌리엄스의 집에서 시작된다. 켄 윌리엄스는 IBM과 계약한 프로그래머로, 3000마일 떨어진 로스앤젤레스에서 메인 프레임 컴퓨터로 소득세 프로그램을 제작하고 있었다. 그리고 그 당시 켄 윌리엄스는 '온라인 시스템즈(On-Line Systems)'라는 작은 회사를 설립해 금융, 통신, 데이터베이스 관련 업무를 시작했었다.
어느 날, 그는 자신의 컴퓨터 본체에 '어드벤처'로 분류되어 있는 프로그램을 보게 된다. 평소 호기심이 많던 그는 그것을 실행해 보았고, 그 게임은 바로 최초의 텍스트 어드벤처 게임인 거대한 동굴(Colossal Cave)이었다. 켄은 그 즉시 그 게임에 매료되었다.
로버타의 경우 그 당시에 컴퓨터에 대해 별로 흥미를 가지고 있지 않았으나, 켄이 '거대한 동굴'을 보여준다. 어린 시절부터 동화와 어드벤처 소설을 좋아했었기에 그녀는 그 게임에 열광하게 된다.
1979년 성탄절, 켄은 64kb의 메모리와 140kb의 FDD와 단색 모니터 사양의 2000$짜리 애플 II를 구입하였고, 애플 PC를 위한 포트란 컴파일러를 개발할 계획을 가지고 있었다.
그때, 한 회사가 '어드벤처 인터내셔널(Adventure International)'이라고 하는, 애플 II용 텍스트 어드벤처 게임들을 개발하였다.
로베르타는 그 게임들을 돌려보았는데, 그것들을 좋아했음에도 불구하고 그 당시의 모험 게임들에 대하여 완전히 만족하지는 못하였다. 로베르타는 문자로만 장면을 묘사하는 것보다 더 좋은 방법이 있을 거라는 점을 깨달았다. 현대식 PC는 그림을 화면에 나타낼 수 있으니까, "너는 집 앞에 서 있다." 라고 글로 표시하는 대신에, 집 그림을 화면에 표시하는 것도 가능할 것이며, 그러면 즐기기에 더 재미있을거라고 생각했다.

### 미스테리 하우스 (Mystery House)
로베르타는 부엌 탁자에 앉아서 스스로의 생각을 써 보기 시작하였다. 3주 후 로베르타는 집안일을 하고, 7살과 1살짜리 애들을 보면서 만든 미스테리 하우스(Mystery House)라고 불리는 PC 게임의 각본을 켄에게 발표하였다. 그 게임은, 7명의 다른 사람과 한 오래된 집에 밤새도록 갇혀 있는 주인공이, 그 중 1명의 살인자를 찾아야 하는 추리물이었다. 그 집안에는 숨겨진 보물도 있었으며, 그것을 찾는 요소도 덤으로 있었다. 켄은 처음에는 별로 관심을 보이지 않았으나, 기존 문자만으로 표현하는 방식 대신 문자+그림으로 표현하자고 하는 로베르타의 제안에 결국 설득되어버리게 되었다.
로베르타는 켄이 일과 후 저녁에 로베르타의 게임 개발을 도울 수 있도록 관리하였다. 켄은 애플 II의 매우 제한된 기억 장치에 들어갈 수 있는 그림 정보량의 총합을 구하고, 아직 시장에는 그림 그리는 프로그램이 없었기 때문에 필요한 프로그램을 만들 수밖에 없었다. 부부는 종이의 그림을 컴퓨터에 옮겨 담을 수 있는 기계 팔이 달린 조악한 펜 태블릿을 구입하였다. 켄은 게임에 필요한 논리 코드를 작성하였고, 로베르타는 문서와 그래픽 작업을 하였고 켄이 로베르타가 원하는 위치에 그것들이 들어갈 수 있도록 감독하였으며, 품질관리 일도 스스로 하였다.
부부는 대략 3달간의 작업을 하였고, 1980년 5월 5일, 미스테리 하우스가 드디어 출시 준비를 끝냈다. 부부는 마이크로 매거진(Micro Magazine)이라는 잡지에 작은 광고를 실었고, 게임의 사본들을 만들어 지퍼 달린 가방으로 봉인된 작은 상자로 포장하였다. 상자의 그림은 실력 있는 유화 화가였던 로베르타의 어머니, 노바(Nova)가 도안하였다. 그 게임은 로스앤젤레스 카운티의 4군데의 소프트웨어 매장에서 부부가 직접 진열하였다. 가격은 24.95$였고 켄의 회사 이름인 온라인 시스템즈(On-Line systems)라는 이름으로 진열되었다.
부부의 첫 PC 게임이 끝났을 때, 부부는 미래 계획에 대해 상의하기 시작하였다. 만약 PC 게임이 잘 팔려서 PC 게임만 만들어도 연 수입 40,000$ 이상을 벌 수 있게 된다면, 번잡한 로스앤젤레스를 떠나 "숲 속의 통나무집"에 살면서, 평화롭고 아름다운 환경에서 애들을 키우면서 PC 게임을 만들면서 살자고. 그야말로 (부부의 미래와 비교해보면) 아주 소박한 꿈이었다.
미스테리 하우스는 대박이 났다. 그 게임의 그림은, 비록 거친 선으로만 된 단색의 고정된 그림이었지만, 이전의 PC용 게임에서는 본 적이 없는 것이었고, 사람들은 좋아하였다. 주문이 폭주하고 떼돈이 들어왔다. 1980년 8월, 미스테리 하우스는 부부에게 로스앤젤레스를 떠날 수 있을 만큼의 목돈을 안겨주었다. 부부는 요세미티 국립공원의 남쪽에 위치한 시에라 네바다 언덕아래의 코스골드(Coarsegold)라는 작은 마을에 금광촌의 집을 샀는데, 로베르타의 부모 존(John)과 노바(Nova)가 사과 과수원을 가지고 있는 곳이었다.
미스테리 하우스는 그림을 가지고 있는 첫 PC 게임이었고, 그것은 PC 게임 역사의 한 이정표가 되었다. 모두 15,000부가 팔렸고 167,000$를 벌어들였는데, 당시로서는 전례가 없던 일이었다. 부부는 게임을 사기 위한 사람들로부터 밤낮으로 전화를 받게 되는 예상치 못한 상황을 맞이하게 되었다. 부부는 갑자기 3~4만의 사람들이 부부 집의 전화번호를 알게 되었다는 사실을 깨닫게 되었다. 6달 후에, 부부는 코스골드에서 11.2 km 북쪽에 위치한 오커스트(Oakhurst)의 작은 산으로 이사하였다. 부부가 페인트 가게 위에 있는 사무실을 빌릴 때까지 부부의 새 집은 3달 동안 혼란상태였다. 부부의 첫 피고용인은 그의 형제인 존 윌리엄스(John Williams)였고, 초기 온라인 시스템즈 직원들은 부부의 친구와 친척들이었다.

### 다른 게임들
이제 시에라는 1982년 회사명을 온라인 시스템즈에서 시에라 온라인(Sierra On-Line)으로 변경한다. 그리고 그 기간에 출시된 다른 어드벤처 게임들은 마법사와 공주(Wizard and the Princess, Advanture in Serenia 라고도 알려져 있다)와 타임 존(Time Zone), 그리고 머펫(Muppets)의 제작자 짐 헨슨(Jim Henson)의 영화 원작의 다크 크리스털(Dark Crystal)이 있었다. 타임 존(Time Zone)은 2DD 디스켓 6장의 용량이었는데, 이는 이후 7년동안 만들어진 가장 큰 PC용 게임이었다.
어드벤처 게임의 다음으로 시에라 온라인(Sierra On-Line)은 프로거(Frogger)와 조브레이커(Jawbreaker)같은 성공한 아케이드 게임의 면허를 얻어 발매하였다. 이 게임은 시에라비전(SierraVision)의 이름을 달고 팔렸다. 홈워드(HomeWord)라는 애플 II·아타리·코모도어 64 등의 플랫폼에 쓰이던 워드 프로세서 소프트웨어 이외의 소프트웨어도 발매되었다. 켄은 시에라 온라인(Sierra On-Line)이 디지털 유희 산업의 인지를 얻을 초반 동안 열심히 일하였고, 곧 시에라 온라인은 정상궤도에 올려놓을 수 있었다. 있었다. 켄의 PC 게임에 대한 견해는 극적으로 바뀌게 되었는데, 부부가 만들어 온 게임들이 사람들에게 아주 중요하였다는 수백 통의 편지가 전국에서 날아온 덕분이었다. 그 중에는, 켄이 존경하던, 애플의 공동창업자인 스티브 워즈니악이 보낸, 부부에게 애플 II에서 돌아가는 부부의 게임을 보는 것은 매우 즐거운 일이었다는 내용의 편지도 있었다.
80년대 초기에는, 수많은 회사들이 가정용 컴퓨팅이라는 새롭고 매우 매력적인 시장에서 주도적인 위치에 서기 위하여 피 터지게 싸웠다. 모험적인 투자자들은 시에라 온라인에 초기자본을 투자하고 통제권을 가지게 되었다. 투자자들은 시에라 온라인이 관심을 가정용 게임기로 돌렸으면 하였고, 모험 자본의 많은 수가 아타리 2600(아타리 VCS), 콜레코 아담과 VIC-20 같은 가정용 게임기에 투자하였다. 모험 투자자들의 투자방향은 실패로 판명되었고, 1984년 중반 즈음에는 시에라 온라인은 파산직전상태가 되었다. 아무도 사지 않는 수백만달러의 게임 카트리지들에 눌려, 시에라 온라인의 역사는 이렇게 끝나는 것처럼 보였다.

### 킹스 퀘스트 1 (King's Quest 1)
재난 발생 1년 전에, 시에라 온라인은 신상품 PCjr의 떡밥이 될 게임의 제작을 원하는 IBM과 접촉하였다. IBM은 게임 개발 전 과정에 걸쳐 비용을 대고, 사용료도 지불하고, TV광고도 하기로 하였다. IBM은 크게 대박을 칠 만한 건수를 원했다. 이것은 시에라 온라인에게 큰 기회이자 위기였다. 부부는 동의하고 곧바로 계획을 진행하기 시작했다.
마법사와 공주(Wizard and the Princess)의 정신으로, 로베르타는 한 기사가 3가지 잃어버린 보물을 찾아내어 절망의 왕국을 구해낸다는 고전동화에 근거한 이야기를 만들어냈다. 로베르타의 게임구상은 움직이는 다색 그림이 포함되었는데, 등장인물은 가상 3차원 화면 내를 자판의 방향키로 조작하는 대로 돌아다니는 방식이었다, 사용자의 명령을 잘 해석해낼 수 있는 똘똘한 문자 해석기가 필요하였고, PCjr의 소리 장치로 음악도 나와야 했다. 등장인물은 화면 내 물체의 앞뒤로 다닐 수 있어야 하고 그 화면처리도 되어야 했다. 요약하자면 게임은 사용자가 조작할 수 있는 동영상 만화 같은 분위기여야 했다. 전례가 없던 방식이었고, 몇몇 사람들은 구현이 불가하다고까지 생각하였다.
로베르타의 모든 그림, 문장, 논리 코드의 구현을 위해, 시에라 온라인은 새 제작 도구가 필요했다. 그래서 어드벤처 게임 인터프리터(Adventure Game Interpreter의 줄임말)라고 불리는 어드벤처 게임 해석 도구가 만들어졌다. 모든 문장, 그림, 소리, 게임 논리는 이 해석기를 통해서 만들어졌다. 이러한 방법으로 다른 게임도 같은 해석기를 이용하여 같은 방법으로 쉽게 만들 수 있었으며, 타 기종으로 이식하려면, 해석기만 이식기종에 맞게 변환해주면 되었다. 게임 자료 자체는 바꿀 필요가 거의 없었다.
1984년 여름, 킹스 퀘스트가 출시되었다. 킹스 퀘스트는 "땅콩"이라는 별명이 달린 IBM PCjr의 대박상품 중 하나가 되었고, 시에라 온라인이 살아남는 데 도움이 되었다. 불행하게도, PCjr자체는, 표준 IBM PC와의 호환성이 떨어졌고, 조악한 자판의 문제로 사용자가 사용하기에 편한 물건이 못 되었다. 또한 비슷한 시기에 출시된 애플 매킨토시의 등장은 PCjr의 등장을 아무것도 아닌 존재로 만들어버렸다. PCjr는 실패작이 되었고, 이는 시에라 온라인게는 새로운 재앙이 되었다.
그러나 다시 한번 대 반전이 시에라 온라인을 구했다. IBM이 PCjr의 생산을 중단한 지 몇 주 뒤에, 탠디 사(Tandy Corporation)가 1985년 신 기종인 탠디 1000을 소개하였다. 탠디 1000은 (시장의 평판이 안 좋았음에도 불구하고) PCjr와 호환이 되었으며, MS-DOS와도 호환이 되었는데, 이는 시에라 온라인에게 있어 구세주임에 다름없었다. 많은 사람들이 탠디 1000을 구입하였고, 탠디 1000은 곧 가정용 컴퓨터 시장의 주도적 위치에 오르게 되었다. 이를 구입한 많은 사람들은 킹스 퀘스트 게임도 샀으며, 시에라 온라인은 다시 돈을 벌기 시작하였고, 곧 정상궤도에 오를 수 있었다.
1980년대 하반기는 시에라 온라인에게 엄청난 성장과 성공의 시기였다. 시에라 온라인은 부부의 부엌 식탁에서 시작하여 몇 년 동안은 꾸준히 성장했다. 그러나 '가족사업'의 분위기를 가까스로 유지하고 있었다. 성공이라는 단어가 급속히 전국으로 퍼지고, 사람들은 먼 곳으로부터 오커스트로 와서 시에라 온라인을 위하여 일을 하기 시작했다. 그들 중 많은 사람들이 자연과 가까운 삶을 살고자 하는 부부의 꿈을 나누었고, 작지만 급속히 성장하는 산동네에서 새 삶을 시작하였다. 이 초반 시절 동안 이 분야를 지원하는 고객들은 매우 친절하고 도움이 되었으며, 고객들의 충성도도 높았으며 급속도로 성장하였다.
시에라 온라인은 또한 그들의 상징기호를 몇 년 동안 사용하여 잘 알려진 그 모습으로 바꾸었다.

## 1985년
1985년 5월, 시에라 온라인은 킹스 퀘스트 2(King's Quest 2: Romancing the Throne)을 출시하였다. 전편이 대박이 난 만큼 큰 기대를 하게 만드는 속편이었다. 2편은 전편과 같은 AGI 엔진을 사용하였고 기술적으로 크게 달라진 면은 없었다. 그러나 다른 면에서 더 크고 더 좋은 게임이었다. 자세한 건 열혈애호가들에게 물어보삼.
이 해는 또한 시에라 온라인이 그동안 사용했던 임대사무실을 벗어나 자체소유 전문 빌딩으로 이사한 해였다. 건물은 급속도로 성장하는 시에라 온라인을 위하여 특별히 지어졌다. 건물은 다음 10년 동안 시에라 온라인이 성장해감에 따라 빌딩의 복합체가 되어갔다.

## 1986년
시에라 온라인은 디즈니와 협력하여 '미키의 우주 모험'(Mickey's Space Adventure), 영화를 원작으로 한 '타란의 대모험: 마법의 항아리를 찾아서'(The Black Cauldron)과 '곰돌의 푸와 100 에이커의 숲'(Winnie the Pooh in the Hundred Acre Wood) 라는 3개의 어린이용 어드벤처 게임을 출시하였다.

### 스페이스 퀘스트 (Space Quest)
'타란의 대모험'의 개발이 끝나가는 즈음에, 지금은 '안드로메다에서 온 두 남자'로 불리는 마크 크로우(Mark Crowe)와 스콧 머피(Scott Murphy) 두 프로그래머는 그들간에 서로 통하는 유머감각을 가지고 스스로의 어드벤처 게임을 계획하기 시작하였다. 그것은 우주공간을 무대로 하고, 우스꽝스러운 유머감각으로 가득채웠으며, 일하는 시간에 숨어서 졸고 있는 우주 잡역부인 로저 윌코(Roger Wilco)라고 하는 놀랄 만큼 멍청한 주인공이 등장하여, 사이렌(Sairen)이라고 불리는 외계 종족으로부터 은하계를 지키며 끝나는 게임이었다. 그들은 켄이 우주 소재에는 별로 관심이 없어왔다는 것을 알고 있었기 때문에, 그들의 업무 외 시간에 AGI 엔진을 이용해서 로저가 돌아다닐 수 있는 4개의 공간을 만든 후, 그들의 아이디어를 켄에게 보여주었다. 그들의 간단한 실연은 켄을 충분히 감동시켰고, 제대로 된 게임을 제작하도록 허가가 떨어졌다. 이름은 '스페이스 퀘스트: 더 사이렌 엔카운터'(Space Quest: The Sarien Encounter)로 붙여졌다. 게임은 10월에 출시되었으며, 즉각적인 성공을 끌어내었고, 이후 몇 년간 줄줄이 이어지는 속편이 만들어졌다. 이 스페이스 퀘스트 시리즈는 전 세계에 걸친 열혈애호가들의 큰 모임이 만들어질 정도로 열광적인 사람들을 끌어 모으게 되었다.
스페이스 퀘스트의 출시와 같은 달에, 시에라 온라인과 로베르타는 킹스 퀘스트 3(King's Quest 3: To Heir Is Human)을 출시하였다. 5장의 2DD 디스크에 담겨 출시되었는데, 이것은 그들이 만든 게임들 중 '타임 존' 다음으로 큰 용량의 게임이었다. 3편은 이전에 비해 규모도 더 커졌으며, 더 어려워졌다.

### 게임 아츠와의 관계
이 해 켄은 일본으로 그의 첫 상업 목적 여행을 떠났다. 원래 의도는, 시에라 온라인의 소프트웨어를 일본에 판매할 방법을 찾아보는 것이었다. 일본 업체들에게 PC 게임제작에 대해 한 두 가지를 가르치고 몇 가지 소프트웨어를 팔아먹을 수 있을 것이라는 게 출발 전의 생각이었다.
그러나 현지에 가 보니, 일본의 게임 산업은 이미 미국을 넘어서 있었다. 미국에 잘 알려져 있지 않은 닌텐도라는 회사는 벌써 그들의 패미콤 오락기를 일본 가정에 4백만 대나 판매됐고, 슈퍼 마리오브라더스같은 게임은 이미 전국에 널리 퍼져 있었다. 그 게임들은 스테레오를 지원하는 사운드트랙과 놀랄 만한 그래픽 요소를 갖추었는데, 이는 이미 당시 미국의 수준을 넘어서는 것들이었다.
켄은 곧 일본인들에게 오히려 배워야 한다는 것을 깨달았고, 일본의 게임 아츠(Game Arts)사의 테그저(Thexder)의 미국 판매용으로의 이식 및 유통 권리를 얻었다. 성탄절 직전에 출시된 테그저는, 1987년 시에라 온라인의 가장 많이 팔린 게임이 되는, 대박을 터뜨렸다.
일본 업체들과의 관계는 1980년대 말까지 계속되었다.
시에라 온라인을 통하여 IBM PC로 발매된 게임으로는, 게임 아츠의 테그저(Thexder), 실피드(Silpheed), 젤리아드(Zeliard)와 테그저 2: 파이어호크(Thexder 2: Firehawk), 일본 팔콤의 소서리언(Sorcerian)까지 알고있다.

### 레저 슈트 래리 (Leisure Suit Larry)
앨 로위(Al Lowe)는 몇 년간 시에라 온라인에서 일해 왔고, 최근에는 킹스 퀘스트 3에서 수석 프로그래머로 일하였다. 그는 켄에게 1981년 척 벤튼(Chuck Benton)이 제작한 '소프트폰 어드벤처'(Softporn Adventure, 시에라가 몇 년 전에 출시했던 성인용 텍스트 어드벤처 게임임)의 최신 버전 개발을 요청받았다.
앨 로위는 기존 게임의 설정을 거의 전부 뒤엎어버리고, '래리 래퍼(Larry Laffer)'라는 새 주인공을 등장시켰다. 최근까지 어머니와 둘이서 살다가, 결국 집 밖으로 쫓겨난, 우스꽝스러운 40대의 실패자 남자라는 설정이었다. 올백머리에 하얀 합성섬유로 만들어진 70년대 풍 레저 슈트(Leisure Suit)의 설정에서, 레저 슈트 래리(Leisure Suit Larry)라는 별명을 얻었다. 이 주인공은 그의 첫 경험을 가질 희망을 안고 '로스트 웨이지스'(Lost Wages, 지금의 라스베이거스)시에 등장하는 것이었다. 게임은 대화 창에 단어를 적으면 우스꽝스러운 대답이 돌아오도록 만들어졌다.
레저 슈트 래리 1(Leisure Suit Larry in the Land of the Lounge Lizards)는 즉각적인 반응은 아니었지만, 결국 대박을 쳤다. 그리고 '소프트웨어 발매회사 단체'(Software Publishers Association)의 1987년 "최고의 어드벤처 게임(Best Adventure Game)"상을 수상하였다. 레저 슈트 래리 시리즈들은 킹스 퀘스트 시리즈에 이어 2번째로 가장 잘 팔린 시리즈가 되었다. 레저 슈트 래리 1은 80년대 후반에 해적질을 하도 당하여, 시에라 온라인은 본 게임보다 공략집이 더 많이 팔렸다고 불평할 정도였다.
이 해는 또 루커스아츠가 그들의 첫 모험 게임인 '매니악 맨션'(Maniac Mansion)을 출시한 해였다. 그 게임은 AGI와 비슷한 방식을 가진 SCUMM(스컴)이라고 불리는 해석기를 사용하였다.

## 1987년

### 폴리스 퀘스트 (Police Quest)
이 해는 시에라 온라인의 또 다른 성공적인 시리즈의 첫 게임이 출시된 해였다. 전직 캘리포니아 고속도로 경찰 출신인 짐 월스(Jim Walls)가 만든 폴리스 퀘스트 1(Police Quest: In Pursuit of the Death Angel) 이 출시되었다. 사용자들은 경험 많은 경찰관 주인공 '소니 본즈'(Sonny Bonds)가 되어, '데스 엔젤'(Death Angel)로 알려진 매우 위험한 마약거래상을 추적하는 내용이었다. 짐은 PC 게임 개발에는 전혀 경험이 없었다. 켄은 그의 경찰로서의 경험을 시에라의 새로운 어드벤처 게임을 만드는 데 사용하고 싶었다. 그는 승낙했고, 그의 악몽같은 사건 뒤의 무엇인가 할 수 있었던 것에 행복해하였다. 그 결과는 또 대박이었다.
로베르타는, 3편의 출시 후에 4편을 얼른 출시해달라는 회사와 열혈애호가들의 압박에도 불구하고, 이번 해에는 특별이 어린아이들을 겨냥한 교육적인 게임을 출시하기로 결심하였다. 그 '교육적인 게임'이 바로 마더 구즈(Mixed-Up Mother Goose)였고, 업계로부터 큰 호평을 받았다.

## 1988년

### 맨헌터 (Manhunter)
데이브, 배리, 디디 머리(Dave, Barry, DeeDee Murry)는 '맨헌터: 뉴욕'(Manhunter: New York)이라는 새 어드벤처 게임을 제작하였다. 현실성에 근거한 유명한 도시의 마천루의 야외 그림처럼, 그들은 외계인이 지구를 침략하여 사람들을 노예로 만든 어두운 미래를 설정하였다. 주인공은 외계인의 첩자로서 안전한 상태에서 시작하지만, 모든 것에 대한 위험의 선택권을 가지고, 시간이 됨에 따라 그들에 대항하게 되는 내용이었다. 맨헌터: 뉴욕은 인터프리터를 사용하지 않고, 후의 포인트앤클릭 방식과 비슷한 조작방식을 가진 첫 시에라 온라인의 어드벤처 게임이었다.

### 킹스 퀘스트 4 (King's Quest 4)
9월, 시에라 온라인의 SCI (Sierra's Creative Interpreter)라는 엔진이 최초로 사용된 게임인 킹스 퀘스트 4(King's Quest 4: The Perils of Rosella)가 출시되었다. 게임은 SCI 엔진의 우수한 성능을 최대한 사용하여 만들어졌다. 처음으로, 사운드 카드를 달아놓은 사용자들은 PC로부터 게임으로부터 흘러나오는 실시간 음악을 들을 수 있었다. 이것은 근사한 경험이었고, 시에라 온라인의 공격적인 홍보와 결부되어 사용자들이 그들의 PC에 사운드 카드를 달기 위해 난리를 치도록 만들었으며, 이는 사운드 카드 열풍을 불러일으켜, 사운드 카드가 오늘날의 PC의 표준 장비가 되도록 만들게 했을지도 모른다. 또한 주인공이 여자라는 설정은 당시에 출시된 게임들에서 볼 수 없었던 특징적인 점이었다.
SCI 엔진은 시대를 앞서나간 물건이었으며, 이후 출시되는 시에라 온라인의 모든 1인칭 어드벤처 게임에 사용되었다. ]]1988년]]에는 폴리스 퀘스트 2(Police Quest 2)와 레저 슈트 래리 2(Leisure Suit Larry 2)에 사용되었으며, 1989년 초의 스페이스 퀘스트 3(Space Quest 3)에도 사용되었다.
10월, 시에라 온라인은 주식시장에 상장하였으며, 시에라 온라인 주식회사(Sierra On-Line Inc.)라는 이름이 되었다.

## 1989년
로베르타는 이 해에도 킹스 퀘스트 시리즈를 건너뛰고, 로라 보우 미스터리: 대령의 유산을 만들어 나갔다. 게임은 20대를 노렸으며, 미스테리 하우스의 이야기 중 하나와 크게 다르지 않았다.

### 영웅의 길 (Quest for Glory)
1989년에는 시에라 온라인의 성공적인 시리즈중의 하나인, 로리 앤 콜(Lori Ann Cole)이 제작한 영웅의 길: 당신도 영웅이 되고 싶은가(Quest for Glory: So You Want to be a Hero)가 출시되었다. 기존 게임들과는 다르게, 어드벤처와 롤 플레잉 게임을 결합한 방식의 게임으로 만들어졌다. 원래는 'Hero's Quest'로 이름 지어졌으나, 밀턴 브래들리(Milton Bradley)사의 'HeroQuest'라는 보드 게임과의 상표 저작권 문제로 이름이 바뀌게 되었다.
앨 로위는 시에라 온라인의 뒷마당에서 끝나는, 레저 슈트 래리 시리즈의 3번째 게임을 만들었다.
AGI 엔진으로 만들어진 마지막 게임은 맨헌터 2: 1989년 샌프란시스코(Manhunter 2: San Francisco in 1989)였다. 이후 시에라 온라인은 더 향상된 SCI 엔진으로 게임을 만들었다. 맨헌터 시리즈는 후속작이 추가로 출시될 만큼 성공적이지 못하여서, 2편이 마지막이 되었다.
같은 해에, 기존의 옛 형식의 텍스트 어드벤처 게임만 만들어왔으나, 거의 완벽하게 만들어왔던, 시에라 온라인의 자회사인 인포컴(Infocom)이 문을 닫았다. 사람들은 더 이상 텍스트만으로 이루어진 어드벤처 게임 대신, 시에라 온라인과 다른 회사들은 더욱 매력적으로 보이는 그래픽 어드벤처 게임을 원했기 때문이다. 텍스트 어드벤처 게임의 황금기는 이렇게 끝이 났다.
이 해는, 직관적 그래픽의 어드벤처 게임으로 영원히 바뀌어버리는 또 다른 큰 발전이 있는 해였다. 256색 지원이 가능한 VGA 카드와, CD-ROM 드라이브가 보급되는 시대를 맞이하여, 부부는 모두를 위한 PC 게임의 눈높이를 한 단계 더 높일 기회를 얻게 되었다고 판단하였다. 몇몇 전문 만화가를 구할 수 있는 가능성을 위한 몇 번의 전화 끝에, 그들은 빌 데이비스(Bill Davis)라는 인력과 접촉할 수 있었다. 그는 남캘리포니아에 최근에 생긴 애니메이션 제작 스튜디오인 '커츠 앤 프랜즈(Kurtz & Friends)'(핑크 팬더라는 만화로 유명)라는 곳에서 상업용 TV 애니메이션을 만들어왔었다. 그의 만화가 경력에 더하여, 열렬한 PC 사용자이자 게이머였다. 잠시 후, 부부는 거절하기 어려운 제안을 제시하였다. 곧 시에라 온라인은 '빌 데이비스'를 시에라 온라인의 첫 번째 개발/제작 부감독으로써 고용했다.
빌 데이비스는 시에라 온라인을 떠날 때까지 개인적으로 적절한 도구와 방법을 개발하고 현재 개발중인 게임이 현 단계에서 잘 마무리되도록 도왔다. 빌 데이비스는 또한 철저히 비밀로 작업되었던 로베르타의 믹스업 마더 구스(Mixed-Up Mother Goose)의 새 버전의 개발을 감독하였으며, 이는, 첫 CD-ROM 타이틀은 아니었지만, 초기 타이틀 중 하나로, 후지쯔 FM Towns 중의 하나로 출시되었다.

## 1990년

### 킹스 퀘스트 5 (King's Quest 5)
킹스 퀘스트 5 (King's Quest 5)는 VGA 그래픽으로 1990년에 출시되었다. SCI 버전 1을 적용하였고, 게임은 256색을 지원하여 뛰어난 그래픽을 보여주었으며, 기존의 구문 입력 방식의 조작법을 버리고, 마우스로만 조작이 가능한 아이콘 기반 조작법으로 바뀌었다. 일부 기존 방식 열혈애호가들은 새 방식이 어드벤처 게임의 도전정신과 즐거움을 줄였다고 불만스러워했으나, 당시의 새 사용자들과 새로 보급되던 PC 사양에게는 더 매력적인 어드벤처 게임으로 보였다. 게임은 회사 내부적으로 50만이 넘는 판매량을 올린 첫 게임이었으며, 이 기록은 이후 5년 동안 깨지지 않았다. 또한 소프트웨어 발행자 협회(Software Publishers Association)와 컴퓨터 게이밍 월드 매거진(Computer Gaming World Magazine)으로부터 '올해 최고의 어드벤처 게임'을 수상받았다.
새 믹스업 마더 구스 이야기가 출시되었다. 2년 뒤에, 이 게임은 자막 대신에 음성을 넣어 CD-ROM으로 출시되었다. 그것은 CD-ROM으로 출시된 진정한 첫 멀티미디어 게임이었다. 개발은 쉽지 않았다. 당시 CD-ROM의 전송속도는 등장인물에 게임 안에서 무엇인가 하고 있으면 눈에 띄는 로딩 기간 없이 내부의 음성자료를 읽어내기는 어려웠다. 등장인물의 입모양과 음성을 맞추는 일은 거의 불가능했다. 물론 당시에는 CD-ROM을 가진 사람 자체가 별로 없었고, 가지고 있는 사람들에게 게임을 하게 되는 경험은 정말 놀라운 것이었다. 이 게임은 소프트웨어 발행자 협회의 '1990 Best Early Education Award'를 수상하였다. 사실 켄은 같은 'Lifetime Achievement Award'라는 상의 후보자였으나, 전설의 애플의 공동 창업자인 스티브 워즈니악에게 밀렸다. (시에라 뉴스 매거진에 의하면) 켄은 "스티브 워즈니악 같은 사람에게 진 나는 행운아다. 그는 늘 이 사업에 있어 나에게 가장 큰 영감을 넣어준 사람중의 하나였다" 라고 했다고 한다.
회사의 10주년 기념식에서, 시에라 온라인은 새 SCI 엔진을 이용하여 자사의 다섯 인기 시리즈 (킹스 퀘스트, 스페이스 퀘스트, 레저 슈트 래리, 폴리스 퀘스트, 영웅의 길)의 리메이크판을 출시하기로 하였다. 로베르타는 킹스 퀘스트의 최신작에 전념해야 했기 때문에, 새로 고용된 게임 디자이너인 조쉬 만델(Josh Mandel)이 킹스 퀘스트의 리메이크판 작업을 하게 되었다. 로베르타의 감독이 있기는 했지만, 조쉬는 비교적 자유롭게 게임 설계를 할 수 있었다.
1990년 ~ 1991년에 걸쳐 발매된 SCI 버전이 사용된 시에라 올드 클래식(Sierra's Old Classics)의 발매는 재앙이었다. 옛 열혈애호가들은 낡은 그래픽과 소리에도 불구하고 예전 스타일을 더욱 좋아하였고, 새 열혈애호가들은 진행방식에 별로 만족스러워하지 않았다.
빌 게이츠와의 심도 깊은 토론 후에, 켄은 회사의 전략을 바꾸기로 결심하였다. 지금부터, 회사는 1/3의 시리즈의 속편, 1/3의 교육용 타이틀, 1/3의 신작으로 생산분배계획을 잡았다. 목표를 위하여, 시에라 온라인은 다른 계열 제품 군을 위하여 다른 회사의 인수합병을 시작하기 시작하였다.

### 다이나믹스(Dynamix) 인수
다음 해에, 아직 성장중인 시에라 온라인은, 다른 PC 게임 회사의 첫 번째 대형 인수라는 결과를 만들어냈다. 다이나믹스(Dynamix)는 제프 터넬(Jeff Tunnell)과 데이몬 슬라이(Damon Slye)가 1984년에 설립한 회사로, 당시 파산 직전에 몰린 어려운 상황이었으나, 켄은 다이나믹스가 돈을 벌 수 있는 가능성을 보았고, 문을 닫지만 않는다면 가능할 것이라고 보았다. 이후 몇 년동한 다이나믹스는 라이즈 오브 드래곤(Rise of the Dragon), 중국지심(Heart of China)와 윌리 비미쉬의 모험(The Adventures of Willy Beamish) 같은 몇몇 성공적인 어드벤처 게임을 출시하였다. 다이나믹스는 또한 어드벤처 게임 이외에 모의 비행 게임인 레드 바론(Red Baron), 고전 역할 수행 게임 크론도의 배신자(Betrayal at Krondor), 스포츠 게임 프론트 페이지 스포츠(Front Page Sports) 시리즈와 퍼즐 게임인 요절복통 기계(The Incredible Machine)등을 성공적으로 출시하였다.

### 시에라 네트워크(Sierra Network)
1990년 후반기 켄은 글로벌 네트워크(Global Network)에서 어드벤처 게임을 다수의 사용자들이 즐길 수 있는 방법을 개발하기로 결심하였다. 그는 일을 알 로위, 제프 스티븐슨(AGI와 SCI 시스템 개발의 핵심 프로그래머 중 하나)와 매슈 조지에게 이 계획을 맡겼다. 매슈는 낮은 단계의 모뎀 통신 시스템, 제프는 다수의 사용자용의 AGI와 SCI 시스템, 알은 높은 단계의 애플리케이션 작성의 업무가 할당되었다. 그는 레저 슈트 래리 4를 첫 멀티플레이 게임으로 만들 계획이었다.
해결해야 할 많은 문제가 있었다. 그들은 32개의 새 전화선을 건물에 설치하였고, 2400bps 모뎀 여러 개를 사서 그들을 모두 연결하였다. 시스템은 적용이 어려웠고, 그리하여 알은 기본 기능 테스트를 위하여 간단한 체커 게임을 작성하였다. 게임은 정상적으로 실행됐고, 그는 제프와 매슈가 일을 진행하는 동안 진도를 더 나아가 백개먼과 체스게임을 작성하였다. 그리고 1991년 이 계획은 시작되었다.
당시의 기술부족 문제로, 멀티플레이 게임은 결국 실패하였다. 이런 이유로 레저 슈트 래리 4는 출시되지 못하였다. 시에라 온라인은 보다 작고 단순한 게임들을 이용하여 멀티플레이 게임을 낮은 규모로라도 계속해보려고 하였다. 알의 부인인 마라겟 로위(Margaret Lowe)는 콘스탄트 컴패니언(Constant Companion)이라는 이름의 게임을 만들었다. 이는 나중에 시에라 네트워크 혹은 TSN으로 이름 붙었다. TSN은 월 정액제로 운영되었다. TSN은 당시로서는 상당이 앞서나간 시스템이었으나, 모뎀의 한계와 그다지 재밌지도 않으며 낮은 성장이 TSN의 몰락에 공헌하였다. 대략 1천만 달러의 적자가 난 후, TSN은 AT&T에 매각되었다. 그 후에도 추락을 계속한 다음에는 아메리카 온라인(America On-Line)에 팔렸고, 결국, 문을 닫았다.

## 1991년
이 해 시에라 온라인 직원은 300명을 넘었다.
CD-ROM판 킹스 퀘스트 5가 1991년 출시되었다. 성우는 모두 시에라 온라인 내부의 직원들이었다. 이 게임은 CD로 출시된 시에라 온라인의 2번째 게임이었다.

### EcoQuest
1991년에는 EcoQuest: The Search for Cetus 가 출시되었다. 아이들에게 매우 성공적인 어드벤처 게임이었다. 진행은 대부분 물 아래에서 벌어지고, 사실과 허구가 성공적으로 배합된, 창작 어드벤처 게임으로서, 아이들에게 환경문제와 환경재해에 대하여 걱정할 수 있도록 격려하는 게임이었다. Package에는 I helped Save the Earth: 55 Fun Ways Kids Can Make a Difference 라는 책이 동봉되어 있었고, 일부 게임은 California의 The Marine Mammal Center에 기부되었다. 게임은 또한 Games to Get Young Minds Moving on it이라는 표시를 달고 팔리기도 했다.
같은 해 출시된 다른 게임으로는 Mixed-Up Mother Goose CD 와 Lori Ann Cole의 Mixed-Up Fairy Tales와 Corey Cole의 Castle of Dr. Brain과 Jones in the Fast Lane 이 있었다.

### Brøderbund와의 합병 실패
3월, 시에라 온라인과 Broderbund Software 사이에 합병에 대한 심도 깊은 논의가 있었다. Broderbund는 시에라 온라인의 주요 경쟁자였으며 PC 유희 산업에서 사용자들에게 큰 영향을 주는 회사였다. Broderbund는 교육용 software 개발에 최적화된 200명이 넘는 인력을 가지고 있었다. 두 회사간의 합병은 세계에서 가장 크고 강력한 독립 software 개발 및 유통사가 등장하는 것이었다.
합병의 뒤에 얽힌 진실은, 시에라 온라인이 Broderbund를 인수하는 것이었다, 그러나 합병 후 Brodebund는 자체 유통 조직을 가진 보조 사업부로 남아있을 것이었고, 합병 회사 이름은 Sierra-Broderbund가 될 예정이었다.
두 회사는 합병계획서에 서명하였으나, 두 회사가 합병된 회사의 구조와 관리에 대하여 합의를 이루어내지 못하여, 그 동의는 4월에 파기되었다.
Broderbund는 1993년에 Myst를 출시하는데, 이 게임은 당시 시점에서 사상 최다 판매량을 기록하였고, 그 기록은 11년 후에 Sims가 경신할 때까지 이어졌다.

## 1992년
2월, 켄은 ID Software의 창립자이자 사장인 John Carmack 과 John Romero를 만나고 ID Software에 250만$을 지원하였다. (결과적으로) 이 두 개발자는 켄의 뒤통수를 쳤는데, ID Software는 Wolfenstein 3D와 후일 Doom과 Quake를 만들어 FPS라는 종류를 만들어 주류시장에 정착시켰다. 이 종류는 오늘날까지 인기 있는 종류이며, 1996년 이후의 어드벤처 게임 종류의 하락세에 일조하였다.

### King's Quest 6
이 해 말, 시에라 온라인은 화면-음성 동기화 기술로 유망한 다중매체 기술 회사인 Bright Star Technologies를 인수하였다. 이 기술은 곧 King's Quest 6: Heir Today, Gone Tomorrow 에 적용되었다. 이 계획은 회사 사상 가장 큰 작업이었다. 로베르타는 쓸 수 있는 idea는 다 써버렸다는 걸 느껴, 다른 설계자와 공동으로 제작을 진행하게 되었다. 새로 투입된 설계자, Jane Jensen은 설계와 줄거리 작업은 로베르타와 공동으로 작업하였고, 대사와 독백은 홀로 작업하였으며, 게임을 위한 Guidebook to the Land of the Green Isles을 작성하였다. King’s Quest 6 은 전문 성우, 움직임 capture animation, 복수의 끝을 가지는 복수 진행 줄거리, 매력적인 3D animated 소개 순서 등의 요소가 있었다. 1993년에 2번째로 출시된 게임은 고해상도 digital 초상화와 조작방식과 대화상자가 다시 만들어졌다.

### Gabriel Knight
King's Quest 6를 끝낸 직후, Jane Jensen은 자신의 첫 시리즈의 작업을 시작하였다. Gabriel Knight: Sins of the Fathers는 CD로 출시되었으며, 시작부터 Hollywood 배우인 Tim Curry, Mark Hamill, Leah Remini 과 Michael Dorn을 포함한 all-star 성우 연기자들을 사용하였다. 게임은 많은 호평과 여러 상들을 수상하였다. 이 성공은 소설가로서의 Jane의 경력을 시작하는 데 도움을 주었으며 Jane은 곧 게임의 종이표지판 소설을 썼다.

## 1993년
1993년에 시에라 온라인은, 파리에 위치한 software 개발사로, Inca와 Gobliiin 시리즈 등으로 유명한, Coktel Vision을 인수하였다. 이는 개발과 배급의 국제화라는 귀중한 자산이 되었다. 이 인수는, 자사의 게임을 더 큰 시장에 팔 수 있었던, 피인수사에게도 이익이었다.

### Police Quest 4
Police Quest 시리즈는 4번째 version에서 초점을 바꾸었다. Police Quest 4: Open Season은, the Los Angeles Police Department의 경찰서장이었던, Daryl F. Gates에 의하여 설계되었다. Jim Walls는 3번째 시리즈 이후 손을 떼었다. 이 게임은 아직은 point and click 방식의 어드벤처 게임이었지만, Lytton이라는 작은 마을과 그곳의 작은 마을 경찰 Sonny Bonds를 떠나, 대신 대도시 Los Angeles 에서, Jeffery Dahmer에 의하여 직접적인 영향을 받은 것으로 보이는 지독한 연쇄 살인범을 쫓는 내용이 되었다.

### 본사 이전
시에라 온라인은 지도상으로 California에 있는 Oakhurst에서, 그 초반 시기 동안 엄청나게 성장하였다. Oakhurst 시설은 꾸준히 성장하였으나, 최신 기술과 높은 품질의 게임을 꾸준히 만들기 위한 녹화장, 창고, 다른 시설을 위한 건물의 증설이 요구되었다. 시에라 온라인은 계속 성장하여 이 마을에서 단 하나의 큰 고용주가 되었다. 가장 가까운 대학이 800km나 떨어져 있었기 때문에, 인력 수급 문제는 큰 문제였다. 근처에 공항이 없었기 때문에, 켄은 대부분의 시간을 회사와 다른 곳의 접선장소로 이동하는 데 보내고 있다는 사실을 깨달았다. Bill Gates는 전부터 켄에게 "그렇게 먼 곳에서 어떻게 꾸준히 성공적인 사업을 할 수 있겠느냐, 지금의 상태를 유지해서는 꾸준한 성장이 불가능하다는 것은 명백하다."고 충고하였다. 이제는 본사를 옮겨야 할 때가 되었다.
북쪽의, Washington주의 Bellevue로 옮기기로 결정하였다. Seattle 지역은 회사를 운영하기에 더욱 적합한 곳이었고, 마소와 같은 회사들이 근처에 있었기 때문에, 사람을 고용하는 건 문제가 아니었다. 관리와 일부 개발부는 Seattle로 옮겨 시에라 온라인은 계속 커갈 수 있었으며, 아직 몇몇 개발중인 게임 조직은 Oakhaust에 남아있었다.
이제 회사는, Oakhurst의 Sierra Publishing, Bellevue의 Sierra Northwest, Dynamix, Bright Star Technologies와 Coktel Vision 이라는, 5개의 커다란 자주적인 개발부가 되었다. 각 개발부는 개발에 대해서는 독립적으로 일하고, 생산, 유통, 분배는 Sierra 와 the Sierra Northwest 라고 하는 본사 조직에 의해 통제되었다.
이 전략은 크고 다양하지만 잘 관리되는, 모든 회사에게 더 많은 성공을 가져오는 다양한 상표를 가진 회사를 만들었고, 시에라 온라인은 시간이 감에 따라 계속 커지게 되었다.

## 1994년
시에라 온라인의 본사가 Bellevue로 이전한 다음, 회사는 다시 성장과 번영을 위한 자유를 다시 얻었다. 1994년, PC기술의 향상은 digital 소리와 음악이 담긴 CD-ROM의 다중매체 application이 표준이 되게 되는 지점까지 도달하였다. 그리고, 모든 대화형 놀이 산업을 바꿀 OS인 Windowns95의 출시에 대한 소문이 있었다. 기술의 최첨단을 유지하기 위하여, 새로운 종류의 게임들이 필요하였다. 더욱 더 좋은 화면과 소리를 위한 추가분의 일은 개발비용의 중가를 가져왔다.
사업 15년을 자축하면서, 시에라 온라인은 '특별 기념 모음집'이라는 이름으로, 회사의 가장 유명한 시리즈 게임들의 각각의 시리즈 전부를, 각각 CD-ROM에 담아 재 출시하였다. 시에라 온라인은 또한 오늘날까지 이어지는, 약간 변한 새 상징기호로 변경하였다.
고비용 저효율로 문제였던 ImagiNation Network을 AT&T에 매각하였다. 그러나, 매각의 서명시 동의한 조항 중의 하나로, 시에라 온라인은 아직 그것에 대한 게임의 독점 개발권을 유지하였다.
King's Quest 6 을 끝낸 후에 로베르타는 2개의 계획에 끌려들어갔다. 그리고 그것들은 Robetra의 가장 야심작들 중 하나였다. 그 중 하나는, Lorelei Shannon과 공동으로 개발한 King's Quest 7: The Princess Bride였다. 다른 하나는 공포 어드벤처 게임인 Phantasmagoria로, 1995년에 출시되었다. 두 게임은 매우 달랐으며, 둘 다 새 기술이 사용되었다.

### King's Quest 7
King's Quest 7은 SCI32라고 하는 새 version의 SCI 해석기로 만들어졌다. 32bit 환경으로 만들어진 해석기는 더욱 multimedia 적이고, 이전 version 의 해석기보다 보다 windows에 친화적이었다. 로베르타는 Phantasmagoria의 일도 진행하였기 때문에, 설계와 제작감독을 Lorelei Shannon과 나누었다. 줄거리는 Lorelei Shannon가 썼고 게임의 목소리 감독도 하였다. 게임은 6편의 2배의 해상도로 만들어졌고, 전통적 animation 영화처럼 보이는 Cel animation이 사용되었다.

## 1995년
이 해는 시에라 온라인에게 있어 엄청나게 성공적이며 바쁜 해였다. Belleveue로의 본사이전은 시에라 온라인에 큰 재정적 성공을 가져다 주었다. 그리고 1995년의 초점은 가정 유희 산업의 새 시대로의 전환이었다. 많은 투자와 합병이 가정 생산 영역에서 1995년 만들어졌다. 5월에는, 시에라 온라인은 Pixellite Group을 인수하였고, 그 인수로 가정에서 고품질 문서를 출판할 수 있는 desktop 출판 프로그램인 Print Artist의 생산과 출판의 권리를 얻을 수 있었다. 정원일과 풍경화 제품의 Green Thumb Software와, MasterCook culinary 시리즈의 Arion Software의 인수가 9월에 이루어졌다. Multimedia 일반 참조 전자사전의 개발과 출판을 위한 어드벤처투자회사 P.F.Collier의 참가가 11월에 있었다.
또한 시에라 온라인의 큰 재정적 성장의 해였다. software 유통 사업으로 8340만$의 매출을 올렸는데, 이는 전년대비 19% 상승한 결과였다. 같은 기간 1190만$의 연결수익을 올렸다. 이 결과, 시에라 온라인의 주가는 전년의 18$에서 26$로 올랐다.
오랜 기간 시에라 온라인의 중역과 고문을 맡았던 Michael Brochu는 CEO겸 회장 켄에 의해 사장 및 COO로 임명되었다. 그는 켄이 개발에 초점을 맞추는 동안에 시에라 온라인의 매일의 관리에 대한 책임을 가지게 되었다.
투자는 게임 영역 안에서도 이루어졌다. 시에라 온라인은 Ceaser와 Lords of the Realm 등으로 유명한 전략게임 제작사 Impression Games를 인수하였다. NASCAR and IndyCar Racing 시리즈 등과 같은 열광적인 경주 simulation 게임의 제작사인 Papyrus Design Group과 Pro Pilot으로 유명한 비행 simulation 개발사 SubLogic 등도 회사의 1995년 인수대상 중의 하나였다.
2월, 시에라 온라인은 Nintendo 미국법인과 회사의 게임들을 Nintendo64용으로 개발하겠다는 계약에 서명하였다. 그러나 Nintendo 쪽의 법적 문제로 결과적으로 아무 타이틀도 발매되지 않았다. 하지만 광고만으로도 console 게임의 많은 새 열혈애호가들을 가져오게 되었다.
6월, 시에라 온라인과 Pioneer 전자는 돈 되는 일본 software 시장을 위한 개발, 출시, 제조와 시장 유희 software 판매를 위한 합작투자회사의 설립에 서명하였다. 합작회사는 Sierra Venture로 이름지어졌다. 양사는 1200만$ 이상을 투자하였고, 즉시 일본에 시에라 온라인의 가장 유명한 20개의 게임을 제조하여 선적하였고, 몇 년 동안 양사는 일본 시장을 위한 새 유희와 교육용 타이틀을 만들었고, 이는 시에라 온라인에게 아시아 시장에 진출할 기회의 기지가 되었다.
8월, SierraWeb이라는 이름의 시에라 온라인의 첫 website가 등장하였다. SierraWeb은 방문자가 배경의 숫자와 색을 조절하여 자신의 입맛에 맞도록 website를 꾸미는 대화형 체험을 제공하였다. website의 각 부분은 다른 주제를 가지고 있었다. 예를 들어 Phantasmagoria 쪽은 무섭고, 공포스러운 주제의 쪽이었다. 다른 요소는 새 소식, 동영상, 협력사 정보, 통신 매매와 함께 모든 시에라 온라인 게임을 위한 기술지원 등을 포함하고 있었다. 또한 대화방을 적용한 첫 website이기도 하였다.

### Phantasmagoria
Phantasmagoria는 실제 배우의 모습을 capture한 동영상으로 만들어졌다. 이 계획은 지금까지 시에라 온라인이 작업해 온 것 중에서 가장 규모가 큰 계획이었다. 개발비용 또한 Hollywood판 극장용 영화에 버금갔다. 16x16m 크기의 blue screen과 최신 digital 녹음시설과 당시 최고사양의 Silicon 그래픽s Computer가 있는 새 촬영장이 만들어졌고 20명의 전문 배우들이 고용되었다.
이 계획은 로베르타가 몇 년 동안이나 생각해왔던 것이고, 가족 친화적인 King's Quest 시리즈 의 분위기하고는 차이가 엄청났다. Edgar Allan Poe와 Stephen King의 섬뜩한 공포소설의 정신에 근거하였고 애들한테는 전혀 어울리지 않는 게임이었다.
1995년 하반기 출시되었을 때는 게임에 대한 기대가 매우 컸다. 그러나 게임은 많은 사람들에게 큰 실망을 안겨주는 것으로 판명되었고, PC 게임 평론가들은 나쁜 연기, 따분한 동영상, 너무 쉽고 일방통행인 진행방식에 대하여 불평하였다. 그럼에도 불구하고 1995년 8월 100만부가 넘는 사본이 팔렸고, 회사의 어드벤처 게임들 중에서 가장 많이 팔린 타이틀이 되었다.

### Gabriel Knight 2: The Beast Within
전화면 동영상과 좋은 게임 진행이 함께 이루어진, 더욱 성공적인 작품은 Jane Jensen의 Gabriel Knight 시리즈의 2번째 작품인, The Beast Within이었다. CD 6장 용량의 이 게임은, 독일의 바바리아 지역을 무대로 하여 2가지의 이야기가 병렬로 진행되는 구조를 가지고 있었다. 하나는 전작의 주인공인 Gabriel Knight인데, Schattenjager로서 늑대인간 살인사건에 엮인 의혹에 연결된 신비를 풀어야 했다. 다른 하나의 줄거리는 그의 조수인 Grace Nakimura로, 그녀는 역사적인 여행을 가면서 '미친왕' 루드비히2세의 신비와 잃어버린 바그너의 오페라의 전설을 풀어야 했다. 이 게임은 1996년 Computer Gaming World로부터 '올해의 게임상'을 받았다.

### Torin's Passage
더 전통적인 게임인, Torin's Passage는 1995년에 출시되었다. Al Lowe를 비롯한 Bellevue의 본사 개발부에서 만들어졌는데, 그의 상징인, 성인용 희극 어드벤처과는 상반되는, 가족 기반 어드벤처 게임이었는데, 그와 그의 어린 딸이 함께 같이 즐길 수 있는 게임을 만들겠다는 1994년 늦게 떠오른 생각의 결과였다. 게임 개발에는 새 SCI 2 엔진과 King's Quest 7 과 같은 cel animation이 사용되어 당시의 Disney 영화와 유사한 분위기를 보여주었으며, 매우 혁신적인 암시 방식 요소가 있었다. 이것은 King's Quest 와 같은, 시리즈의 1번째 게임으로 설계되었다. 그러나 1996년 이후의 어드벤처 게임 계열의 떨어져가는 인기는 이 계획을 계속해가지 못하게 만들었다.

### 그 외의 게임들
The Bizarre Adventures of Woodruff and the Schnibble은 Cokel Vision에 의해 개발된 웃기는 어드벤처 게임으로, 수평/수직으로 흐르는 다중 화면, 유체 동영상, 완전 digital화된 소리와 목소리를 지원하였다.
Thexder를 리메이크하여 만든 게임이 회사의 첫 Windows 95 게임으로, 1995년 8월에 출시되었다.
King’s Quest 7이 Windows 95 호환 version으로 다시 만들어져 출시되었다. 독특한 책 표시 저장방식과 다른 새 요소들이 추가되었다.

## 1996년
첫 날 기준으로, 시에라 온라인의 주가는 계속 올라 주당 32$이 되었고, 1100명의 인력이 미국과 해외에서 일하고 있었고, 대략 100개의 작품이 제작 중이었다. 시에라 온라인은 더욱 더 성장하고 있었다.
TSR과 함께 일하게 되면서 시에라 온라인은 TSR의 유명한 Dungeon & Dragons 역할 수행 구조에 근거한 PC 게임을 만들 권리를 얻었다. 시에라 온라인은 회사의 새 자회사 Synergistic Software 에게 Birthright 회전 설정에 근거한 Birthright - The Gorgon's Alliance 의 제작을 위탁하였다.
6월, 시에라 온라인은 새 생산라인인 Sierra Originals를 시작하였다. Bellevue에 위치하여, King's Quest 6, Gabriel Knight 와 Red Baron 같은 회사의 옛 대박 게임들을 포장만 바꾸어 염가판으로 출시하는 일을 하였다.
10월, 회사는 새 k.a.a.로 이름 지어진 새 제작 조직을 시작하였다. Oregon의 Dynamix의 작업장 바깥에 설립되었으며, 대중적인 가로화면이동의 견실한 3인칭 액션 분야에 특화될 계획이었고, Dynamix의 Jeff Tunnel이 운영할 계획이었다. 이 작업장은 2개의 타이틀, Hunter Hunted 과 Cybergladiators를 만들어냈다. 두 게임은 소박을 쳤고, 작업장은 1998년까지 8개의 액션 타이틀을 만들어 낼 계획이었으나, 이 계획들은 결국 폐기되었고 모임은 1997년에 해체되었다.
12월 The Realm Online 의 출시가 있었다. 집단 다중 사용자 on line 게임으로, Never Winter Nights 와 유사하였다. 게임은 절정기에는 2만5000명이 넘는 사용자가 접속하였었다. 켄은 출시 때부터 1998년 늦게까지 게임의 최고 개발자로서 역할을 수행하였다.

### CUC에게 매각됨
6000만이 넘는 전 세계의 회원에게 여행, 쇼핑, 자동차, 식사, 집 꾸미기와 재정적 봉사를 제공하는 거대한 회원 기반 소비자 봉사 복합기업인 CUC International 은 공격적으로 대화형 유희를 통한 확장을 위해 공격적인 인수합병제안을 하였고, 2월, 시가의 90% 프리미엄을 얹은 가격에 인수 제의를 하였다. 대략 15억$에 달하는 금액이었다. 회사 이사회의 회원이며, CUC의 CEO인 Walter Forbes는 켄 에게 즉시 매각을 제안하였다.
이런 제안에 대한 결정은 관리자들이 아닌 주주들의 손에 달려 있었고, 1996년 7월 24일 시에라 온라인은 CUC에 매각되어, 선도 교육용 software 개발 및 출판사인 Davidson & Associates 에 합병되었다. 다른 상호작용 유희 회사들은 이 해 내에 Gryphon Software 와 Knowledge Adventure Inc. 에 인수되었다.
CUC로의 이전은, 인수자가 전에 대화형 유희 사업에 대한 경험이 없었기 때문에, 많은 토론이 있었다. 그 시간을 통하여, 시에라 온라인은 새 형제회사들과의 합병을 통해서 이전보다 더 빨리 성장할 것이라고 생각하였다.
일은 불운하게도 더 나쁘게 되었는데, CUC가 회사의 생산 개발 부분의 관리를 Davidson & Associates 의 CEO인 Bob Davidson 에게 맡겼고, 시에라 온라인 내의 많은 모임들이 문을 닫았다. 켄은 생산 개발의 제어가 Bob Davidson 에게 넘어간 것을 나쁜 기분으로 보았다. Bob이 그의 회사와 자회사를 매우 성공적으로 관리해 왔지만, 켄은 이런 이동은 재난일 것이고, 곧 Bob Davidson과 CUC에 이런 사건과 판매 이후의 시에라 온라인의 구조에 대하여 대면접촉을 시작하였다. 동의에 다다른 뒤에 켄은 생산 개발의 관리 유지를 얻고 Bob Davidson이 시에라 온라인의 생산, 분배, 판매 부분의 관리권을 주는 시간 동안 제품개발과 관리의 관리권을 가까스로 얻을 수 있었다.. 그러나 Bob Davidson은 CUC와 켄에게 반대를 시작했다.
켄은 그의 CUC의 on line 판매 계획인 NetMarket 의 일을 하게 되어 시에라 온라인에 대한 일일 의무를 떠났다. 그가 시에라 온라인의 CEO로 남아있는 동안 일일 의무는 회사에서 오랫동안 관리직 일을 해 온 Scott Lynch, Randy Dersham와 Bill Moore에 의해 다루어졌다. 각각은 회사의 1/3씩 관리했다. 그때, CUC에로의 매각으로 혼란스러웠던 기간에, 시에라 온라인은 애플 II 의 third party 개발사 중의 하나로 유명하며, 환상과 운동유희 software 로 유명한, Synergistic Software라는 작지만 견실한 회사를 합병하였다. 운동 영역은 1996년 4월 골프 관련의 개발사인 Headgate를 합병하여 더욱 확장되었다.
합병 후 처음 몇 달 동안은 시에라 온라인은 자체적인 분배, 홍보, 판매 및 제조가 연결된 을 비롯한 크게 자주적인 분리된 부분을 유지하였다. 1996년 11월 CUC는 자사의 게임 회사들의 몇몇 곳을 CUC Software Inc.로 불리는 하나의 회사로 합병하여, California의 Torrance의 Davidson & Associate에서 분리하여 동작시키겠다는 계획을 발표하였다. Bob Davidson 이 이 개발부들과 지식 어드벤처 제품들의 사주가 되었다. Blizzard는 CUC Software에서 완전히 분리되었다. CUC Software는 시에라 온라인, Davidson, Blizzard, Knowledge Adventure, and Gryphon Software 의 제조, 분배, 판매 자원을 합병하였다. CUC Software는 Bob Davidson이 전적으로 관리하였다. Bob Davidson은 CUC Software 의 CEO로서 활동하였다.

## 1997년
1월 21일 CUC는 CUC Software 의 수석 관리자를 교체하였다. Bob Davidson은 CUC Software 의 CEO로 내려갔고, 그의 부인인 Janice Davidson은 Davidson & Associates 의 사장으로 내려갔다. Bob Davidson은 CUC International Inc. 의 부의장 및 이사회의 일원으로 남았다. Janice Davidson은 Davidson & Associates 의 교육용 software 고문으로 남아고, 전직은 쉬웠다. Christopher McLeod 가 CUC Software의 새 CEO 가 되었고, 시에라 온라인 과 Blizzard Entertainment 의 관리를 직접 총괄하였고, Davidson & Associates 의 COO처럼 행동하였다. 시에라 온라인의 사장 Michael Brochu 와 켄 과 Blizzard의 사장인 Allen Adham 은 McLeod에게 직접 보고하였다.
4월 3일, 시에라 온라인은 Oakhurst 의 옛 회사 본사 인력의 50% 삭감을 지시 받았다, 대략 90명의 사람들이 Torrance에 있는 CUC Software의 본사로 재배치되었다. 재배치된 대부분의 사람들은 시에라 온라인의 제품 복제와 공정을 비롯한 운영 부분의 사람들이었다. CUC Software가 설립됨에 따라, 합병은 새 회사에 초점을 맞추고 시에라 온라인과 같은 자회사들로부터 안정적이고 견고한 토대를 만들 필요가 있었다. Oakhurst 시설의 재배치는 그 일환이었다.
켄 은 이 해 말 시에라 온라인의 CEO를 사임하였으나, 다음 해 12월까지 회사의 고문으로 남아있었다. 시에라 온라인의 CEO를 그만둔 다음에, 켄은 새 계획을 시작하였다. 이 해 11월 전 시에라 온라인 개발 부분의 관리 부사장인 Jerry Bowerman과 함께, WorldStream Communications 라는, on line 통신 software를 개발하는 internet 기반 회사를 만들었다.

### Cendant Corporation
몇 달 후 CUC는, 호텔, 거주용 부동산 및 자동차 운영의 회원제 선도 기업인 HFS Incorporated과의 합병을 결정하였다. 같은 해 12월 합병이 완료되었고 두 회사는 100이 넘는 나라에 걸쳐 4만 명이 넘는 직원을 가진 Cendant Corporation 이 되었다. 아직 세계적으로 중요한 대화형 유희 회사중의 하나로 남아 있어왔던, 시에라 온라인은 이제 Cendant의 많은 부분 중의 하나인, Cendant Software의 한 부분이 되었다.
전 세계적으로 2000명이 넘는 인력이 함께하는, Cendant Software는 시에라 온라인, Davidson, Blizzard와 Knowledge Adventure의 판매, 연구, 개발, 분배, 재정, 회계 및 관리 부분을 합병하였다. California의 Torrance의 밖에서 돌아가는 Cendant Software는 시에라 온라인, Davidson, Blizzard 와 Knowledge Adventure 의 CEO로 일했던 Chris McLeod가 사장이 되었다. 켄은 CUC의 부사장이 되었다. 시에라 온라인은 게임 개발보다는 배급사로 업무를 바꾸기 시작했다. 당시 산업계에 있어서 오래된 큰 PC 게임 회사들의 대부분이 변해가는 방향이었고, 이것은 시에라 온라인의 성장해가는 시간이 되었다.

### Hellfire
시에라 온라인은 Blizzard의 역할 수행 게임인 Diablo의 확장판인 Hellfire의 개발 권리를 가졌다. Blizzard는 결국에는 취소된 Warcraft adventure로 이름 붙여진, 결국에는 취소된 게임을 개발하느라 바빠서 열렬히 기다리는 확장판을 개발할 시간과 자원이 없었다. 시에라 온라인은 자회사인 Synergistic Studios에 개발 의무를 넘겼다. 1997년 11월 출시된 게임은 홍보 부족으로 망했고, 이후 두 회사는 다시는 함께 일하지 않았다.
You Don't Know Jack 시리즈 와 After Dark screensaver 시리즈 의 배급사인 Berkeley Systems 을 4월에, 설계, 3차원 시각화, 정원, 부엌 등의 가정 관련 창작품을 만드는 다른 가정용 software 회사인 Books That Work 을 4월에, 다른 게임 개발사 PyroTechnix를 12월에 인수하였다.

## 1998년
시에라 온라인은 조직을 5개의 보조상품명과 협력 부분으로 나누었다.
Sierra Attractions 은 Hoyle, You Don't Know Jack 과 3-D Ultra 시리즈 같은 가벼운 게임에 책임이 있었고, Berkeley Systems를 포함했으며, Bellevue 와 Oakhurst 에 위치하였다.
Sierra Home 은 Print Artist, Hallmark Card Studios, MasterCook 시리즈 등과 같은 가정 개선 software 부분을 담당했으며, 일에 관한 책과 Arion Software, Green Thumb Software와 또 다른 아들회사들을 가지고 있었다.
Sierra Sports는 운동 게임 software를 출판하였으며, 산하에 Papyrus의 경주 게임들, Front Page Sports 게임들과 Dynamix의 운동 게임들이 있었다.
Sierra Studios는 Scott Lynch이 관리하였다. 대작 게임들의 개발과 유통을 담당하였고, 본사는 Bellevue(Sierra Northwest) 에 있었고 Impressions Software와 PyroTechnix를 개발부로 두고 있었다. 또한 Valve 와 Relic Entertainment를 포함한 독립 개발부의 게임들의 유통사였다.
시에라 온라인에서 옛 Dynamix였던 Dynamix는, 3차원 전투 시뮬레이션인 Starsiege와, Red Baron과 Pro Pilot 같은 비행 simulator 게임을 개발하였다.
처음으로 반구형 흔적이 없는 새 시에라 온라인의 상징기호는 시에라 온라인과 그 모든 아들회사의 상표에 쓰였다.
5월, 아직 Oakhurst의 원래 시에라 온라인 본부에서 일하고 있던 시에라 온라인의 부분인 Sierra Publishing 은 Yosemite Entertainment로 이름을 바꾸었다. 시에라 온라인의 많은 부분중의 하나였지만, 100명 이상의 인원의 이 핵심모임은 80년대부터 90년대 초까지의 시에라 온라인의 고도성장기에 있었던 인력들이 그대로 있는 곳이었다.
이들의 게임을 출시하기 위하여, 6번째 보조상표인 Sierra FX 가 이 개발부를 대표하는 아들상표로 만들어졌다.
6월 12일, 시에라 온라인은 David Grenewetzki를 그들의 새로운 사장 및 CEO로 맞았다. Grenewetzki는 Palladium Interactive Inc. 와 Accolade Inc.를 포함한 여러 회사에서 일해오면서 PC software 회사의 관리에 대하여 많은 경험이 있었고, 시에라 온라인이 새 기종, 생산분야와 기술의 미래의 도전에 직면할 수 있도록 열심히 일할 것을 약속하였다.
6월 3일, WorldStream Communications은 TalkSpot의 발족을 알렸다. 잘 알려진 대화show 호스트와 3개의 생방송 채널을 가지고 있는 on line 라디오 방송국이었다. 하나는 매일의 새 소식 과 현재 사건들, 하나는 사람들의 삶에 영향을 끼치는 일반 논쟁들, 하나는 운동이었다. 무료이며, Talkspot은 기존 라디오 방송과 비교하여 실시간 잡담, 사진 전송과 많은 일들을 website의 청취자들에게 제공할 수 있었다.
최근 몇 년 동안 전통적인 어드벤처 게임은 비교적 돈 안 되는 사업중의 하나가 되어버렸다. 개발비는 오르고 판매는 FPS 게임과 늘어나는 대중적 역할 수행 게임에 대적할 수 없었다. 이런 원인으로 시에라 온라인으로 출시되는 어드벤처 게임은 줄어들어갔다. 1998년 Yosemite Entertainment는 Quest for Glory 5: Dragon Fire를 시리즈의 완결편으로 출시하였다. 원래는 on line 을 통한 다중 사용자 요소를 넣으려고 했으나, 시간 부족으로 추가하지 못하였다. 시에라 온라인은 다중 사용자 요소를 나중에 출시하기로 약속하였다.

### King's Quest 8
Phantasmagoria 이후에, 로베르타 Williams는 Mark Seibert와 King's Quest 시리즈의 다음 작품 작업을 하였다. 3D 그래픽과 action 게임의 대중화는 전작들과는 엄청나게 다른 게임의 설계를 취하게 하였다. 진정한 3D 환경 대화 장소 King's Quest 8: Mask of Eternity는 전통적인 어드벤처 puzzle과 action과 역할 수행 요소를 가졌다. 제작에는 이전 게임들보다 훨씬 더 긴 4년이 걸렸으며, 긴 개발 기간 동안에 많은 바뀐 점이 있었다. 게임은 전통적인 어드벤처게임의 열혈애호가들보다는 일반 사용자들을 노렸으며, 처음으로 Daventry의 왕실 가족이 아닌 주인공이 나왔다. 비록 많은 예전 열혈애호가들은 이런 접근방식에 실망하였지만, 전략은 성공적이었고 1998년 성탄절에 게임이 출시되었을 때는 비교적 많이 팔렸다. 그러나, 게임의 상대적 성공은 어드벤처 게임은 죽은 종류라는 일반인의 인식을 바꾸지는 못했고, 새로운 게임 설계는 로베르타가 그것에 기대해왔던 혁명을 일으키지는 못했다.

### Cendant 추문
1998년 3월, Cendant는 1997년 5540만$의 연결수익을 올렸다고 발표하였다. 그러나 실제로는 2억7120만$의 연결손실이었으며, 이 회계의 비정상성은 1998년 초에 발견되었다. Cendant 의 이사회가 설정한 회계감사위원회는 조사를 시작했고, 최고 관리자 Walter Forbes 와 Kirk Shelton 을 포함한 CUC의 전 관리 팀이, 몇 년 동안 Wall Street 분석가들의 수익 기대치를 맞추기 위해 몇 년 동안 분식회계를 해왔다는 것을 발견하였다. HFS가 이 사기에 연관이 없는 것은 확실했다.
불법은 수억$에 달했고, 실제 수치는 9월 말에 발표될 것이라는 새 소식이 발표되었을 때, Cendant의 주식은 곧바로 75% 폭락하였다. 그 결과 회사는 주주들에게 소송을 당하였고, 전 CUC 관리직들은 구속되었다.
2001년 3월, Forbes와 Shelton은 연방대법원에 의해 고발되었다. 시에라 온라인과 Davidson은 비합법적인 회계에 이용된 많은 Cendant 자회사 중 하나였고, Cendant는 회계부정의 새 소식이 뜨기 전에 모든 PC 유희 부분을 매각할 의사를 나타내었었다. 시에라 온라인은 자체적인 관리범위를 넘어서 벌어진 이 사건 때문에 막대한 손실로 고통 받은 많은 회사들 중 하나였다. 많은 직원들이 그들의 연금, 자산과 일자리까지 잃었다. 다음 몇 년간은 시에라 온라인의 수익 회복을 위한 적극적인 노력으로 가득하였다.
11월 20일 Cendant는 전 소비 software 부분을 프랑스의 가장 큰 매체 회사인, 파리에 위치한 Havas S.A. 로의 매각에 동의하였다. Havas는 22만 명이 넘는 인력을 가진 물 시설 재벌로, 미디어와 통신 산업을 확장하여가던 Vivendi S.A. 에 인수되었다. 이 인수로, 시에라 온라인은 모회사의 대화형 유희 부분인 Havas Interactive의 일부가 되었다.

## 1999년
Cendant 추문 이후, Havas S.A. (Vivendi S.A. 의 일부분)로의 매각은 시에라 온라인에게 기회로 보였다. 매각은 1월 12일 끝났다. 덧붙여 8억$이 Havas로부터 지불되었고, Cendant는 1998년의 좋은 결과를 보여주기 위하여 1억8500만$의 현찰을 받았다. 이 건수는 Vivendi의 미국에서의 첫 대형 매체 거래였다. 처음에는 이 거래는 시에라 온라인에 어떤 변화도 주지 않는 것으로 보였다. 그러나 그들은 곧 마주하게 되었는데...

### 검은 월요일
몇 년간 시에라 온라인에 의해 이루어진 많은 인수는 관리부 입장에서 운영하기 어려운 조직을 만들었다. 10개의 개발부와 1000명이 넘는 직원이 미국 여기저기와 해외에 흩어져 있었고, CEO David Grenewetzki와 다른 관리직들은 허리띠를 졸라맬 때가 되었다고 결정하였다. 그리하여, 2월 22일, 개발부 중의 몇몇은 폐쇄하고, 다른 곳은 인원을 삭감하고 핵심 계획을 재조직하고 직원들을 그들의 개발부로부터 Bellevue로 보내는, 시에라 온라인의 대규모의 재조직을 공식적으로 발표하였다. 이 결정은 Havas의 지시가 아닌 시에라 온라인 관리부의 자체 결정이었다. PyroTechnix, Books That Work Inc. 와 Synergistic Software를 포함한 개발부들은 문 닫았다. Headgate는 원 주인에게 되팔렸고 시에라 온라인 의 InterAction Magazine은 중단되었다. 대략 250명의 인원이 일자리를 잃었다.
그러나 가장 결정적인 일격은 Yosemite Entertainment에 가해졌다. 창고와 분배 부분을 제외한 모든 개발부가 폐쇄되었다. 이 결정은 생각지도 못했던 것이었고 그만큼 논쟁의 여지가 컸었는데, 이곳은 원래의 시에라 온라인의 본부이자 지금까지의 성공적인 회사를 만들어왔던 모든 고전 게임의 고향이었기 때문이다. 그 게임들 뒤에 있던 많은 사람들이 아직도 그 곳에서 일하고 있었고, 해고 통지를 받게 되었다. 대략 135명의 사람이 일자리를 잃었다. Yosemite Entertainment는 매우 고대하던 우주 전쟁 simulator 바빌론5와 Lord of the Rings 기반 on line 다중 사용자 역할 수행 게임인 Middle Earth, 전술 simulation 게임인 Navy SEALs 와 Quest for Glory 5의 다중사용자용 add-on을 진행 중이었다.
이 일처리에 문제가 되는 면은 직원들이 통지를 받은 방법이었다. 평범한 월요일처럼 일하러 출근하였다가, 느닷없이 짐을 싸라는 통보를 받았고, 이것은 새 소식이 공식적으로 발표되기 15분 전에 이루어졌고, 실행 방법이 관행에 반하는 것이었으므로, 사람들을 화나게 하였다. Babylon 5와 Middle Earth의 핵심 개발인력 40명만이 Bellevue의 본사로 재배치 받았고 개발을 계속하였으나, 그때 회사에 대한 반감으로, 그들 거의 곧바로 받아들이지 않았다.
우연히 대략 30명의 사람들이 Oakhurst에서 Seattle로 옮겼다. 말할 필요도 없이, Yosemite Entertainment의 폐쇄는 작은 산동네에게 치명적인 일이었고, 사람들이 새 일자리를 찾아야 하는 긴급행동이 벌어졌다. 전 시에라 온라인 직원이었던 William Shockley는 www.roboto.com에 옛 시에라 온라인 직원들을 위한 토론 공간을 만들고, 켄은 그들에게 편지를 보내, 부부가 그들에 대하여 얼마나 슬퍼하고 있으며, 부부가 만든 회사에 무슨 일이 닥쳤는지 말해달라고 하였다.
하지만 나쁜 소식은 끝나지 않았다. 동시에 전설적인 게임 설계자 Al Lowe와 Scott Murphy가 해고되었다. Al은 3차원 동화상 등장인물이 나오는 Leisure Suit Larry 8을 막 시작하려 하고 있었다. Scott Murphy는 매우 전망 있어 보이는 Space Quest 7 계획에 포함되었으나, 후에 시에라 온라인의 관리자들이 이를 복수 사용자 어드벤처 게임으로 만들기로 결정하였을 때 중대한 문제에 부딪혀 늦게 시작하였고, 예전에 Leisure Suit Larry 4와 같이 이번에도 시도는 결국 실패하였다. 이것은 어드벤처 게임은 이 시대에는 한물 간 종류로서 돈이 되지 않는다는 일반론의 결과였고, 업계에서 유명한 두 명의 설계자를 해고함으로써, 시에라 온라인은, 적어도 오래지 않은 기간 동안 어드벤처 게임이 다른 종류에 비해 수익성이 덜하여, 더 이상의 Leisure Suit Larry 나 Space Quest 어드벤처 게임에 관심이 없어, 완전히 정리하였다.
Yosemite Entertainment의 폐쇄와 시에라 온라인의 모든 다른 변화는 많은 사람들을 화나게 하고, 새 관리와 사업 방향에 대하여 분노를 남겼다. 1999년 2월 22일은 곧 "검은 월요일"(혹은 Scott Murphy에 의하면 "전기톱 월요일")로 알려졌고 슬픈 사건들은 전 세계의 시에라 온라인 열혈애호가들의 거대한 internet 모임으로부터 그들의 느낌의 공유와 조직 개편에 대한 각각의 생각이 모아졌다. 많은 열혈애호가들과 전 직원들로부터, 검은 월요일은 옛 시에라 온라인의 사망으로 표시되었다.
해고는 3월 1일까지 계속되었고, 시에라 온라인은 이전에는 손대지 않았던 Dynamix에서 전 인력의 15%인 30명을 해고하였다.
3월 6일, 부부와 Al Lowe와 Scott Murphy는 켄의 on line 라디오 방송국 TalkSpot 에 출연하여, 모든 시에라 온라인 열혈애호가들에 의해 실질적으로 Sierra Reunion이라고 이름 붙여진 2시간의 생방송을 진행하였다. 이 시간 동안 그들은 시에라 온라인의 과거, 현재, 미래에 대한 그들의 생각을 공유하였다. 유명한 옛 시에라 온라인 직원들의 다수를 포함한 많은 사람들이 이 생방송에 참가하였다.
6월, 켄은 TalkSpot의 문을 닫고 직원들을 해고하였다. Crosspoint Venture Partners의 Rich Shapero가 Talkspot의 문을 닫고 그 기술을 더 돈 되는 일들을 위하여 사용하려는 다른 회사들에게 기술을 제공하는 방향으로 나가아자고 켄을 설득한 결과였다. 동년 12월 WorldStream 전화회의, concert, 생산 발표회와 판매 사건 같은 일들을 방송하도록 설계된 새 기술을 발표하였다. 그들은 eComm1이라는 program을 server의 전국 통신망에서 제공하였고, '상자 안의 방송국'이라고 하는 휴대용 plug and play 방송 설치를 고객에게 제공하였다.

### 이 해의 게임들
시에라 온라인은 작은 개발부들로부터 게임들을 계속 출시하였고, 큰 성공을 거두었다. 9월, Relic Entertainment에서 개발한 완전 3D로 돌아가는 실시간 우주 전투 전략 게임인 Home World를 출시하였다. 설계는 혁신적이었고 게임은 엄청난 갈채와 많은 상을 받았다.
King's Quest 8: Mask of Eternity 가 종류에 혁명을 가져오지는 못하였으나, 대신 Half-Life가 그 혁명을 가져왔다. 시에라 온라인과 Valve 의 동의 2년 후인 1998년에 결국 출시된, Half-Life는 이야기가 있는 게임 진행 요소와 예전에 본 적이 없었던 품질의 3D환경의 새로운 종류의 FPS 게임으로, 평론가들의 호평과 올해의 50게임에 들었을 뿐만 아니라 놀랄 만한 판매량을 보이고 internet 사용자의 거대한 모임 집단과 게임 엔진의 편집자들을 만들었다.
어드벤처 게임 열혈애호가들을 위한 애증의 순간은 11월 3일에 있었던 Gabriel Knight 3의 출시였다. 시리즈의 열혈애호가들과 비평가와 평론가들을 포함한 모두에게 환영을 받아왔던 오랫동안 기다려왔던 게임이었기 때문이었다. 그러나 시에라 온라인은 출시와 동시에 지금 시점에서는 이 게임이 마지막 어드벤처 게임이라고 발표하였다. 시에라 온라인의 새 사업 전략에 의하면, 만약 이것이 오랜 기간 동안 제작되었고 만약 들어간 비용이 많지 않았더라면, 이 게임은 취소되어야 했다. 시에라 온라인이 다시 어드벤처 게임을 만드는 일은 이 종류가 부활하여야만 가능할 것이다.
운 좋게도, Oakhurst에는 좋은 일이 생겼는데, 영국 기반 개발사 및 배급사인 Codemasters가, 미국에 그들의 지사를 설립하려는 노력의 일환으로, 옛 시에라 온라인 시설과 많은 옛 Yosemite Entertainment 직원들을 이용하여 9월 중순에 Oakhurst에 새 개발부를 설립할 계획을 발표하였다. 10월 초 on line 역할 수행 게임 The Realm의 유지 및 관리와 완전히 취소되었던 Navy SEALs를 인수하여 완결시킬 것임을 발표하였다. 또한 개발부 이름으로 Yosemite Entertainment 을 사용할 권리를 얻었다고 발표하였다.

### 재조직
그때, 시에라 온라인은 Mark Hood와 Jim Veevaert가 운영하는 Core Games, Steve Van Horn과 Barbara Schwabe가 운영하는 Casual Entertainment, Dianna Amorde와 Anne Boswell이 운영하는 Home Productivity의 3개의 사업 단위로 운영되는 다른 구조조정을 발표하였다. 기본적으로, Core Games는 Sierra Studios와 Sierra Sports, Casual Entertainment는 Sierra Attractions, Home Productivity는 옛 Sierra Home을 대체하였다.
이 구조조정으로 105명의 직원이 추가로 일자리를 잃었고, Dynamix의 Desert Fighter와 Pro Pilot Paradise, Yosemite Entertainment에서 시작되었던 기대작이었던 Babylon 5, Berkeley Systems의 Orcs: Revenge 등의 게임들의 개발 중단을 가져왔다. 이 발표는 9월 21일에 있었다.
얄궂게도, 이 구조조정은 Seattle로 이동하여 재배치되었던 전 Oakhurst 직원들이 대상이었고, Babylon 5와 Middle Earth 계획이 중단되었을 때, 구조조정을 위해서 시에라 온라인은 이들을 해고해야 했다. 이 사람들은 운 좋게도, 이런 일이 발생했을 경우를 대비한 좋은 보상책을 협상해왔었다.
이 최종 해고는 시에라 온라인의 유명한 개발부와 계획의 대부분을 제거하였고, 1999년은 시에라 온라인이 가정용 대작 타이틀을 발표한 마지막 해가 되었다. 이후 시에라 온라인은 게임의 개발은 그만두고, 시간이 지남에 따라 독립 개발부들을 위한 게임의 유통사가 되었다.
시에라 온라인의 대작, SWAT 시리즈 같은 것들은 third party들이 개발하였고 Tribes, The Incredible Machine과 NASCAR Racing 시리즈 같은 덜 유명한 게임들은 Bellevue의 개발부와 Impressions, Papyrus와 Dynamix 같은 시에라 온라인의 아들회사 개발부가 출시하였다. Print Artist, Hallmark Cards와 Hoyle 은 Bellevue의 시에라 온라인의 Home Productivity 제품으로 다루어졌다.

## 2000년
6월 2일, 시에라 온라인은 스위스에 있는 Massive Entertainment 가 개발한 3D 실시간 전술게임 Ground Control을 출시하였다. 게임은 좋은 평가와 많은 상을 얻었다.
6월, 산하에 Universal Studios와 새로 조직된 Universal Music Group의 모회사인 Universal을 두고 있던 캐나다의 Seagram을 합병한 Vivendi는 Seagram, Vivendi, Canal+ 의 전략적 사업 연대인 Vivendi Universal을 소개하였다. Havas S.A.는 Vivendi Universal Publishing으로 개명하고, 게임, 교육, 문학, 건강, 정보로 나뉜 집단의 5개의 부분 중에서, 새 집단의 출판 부분이 되었다. 게임 부분은 시에라 온라인, Blizzard Entertainment와 Universal Interactive Studios를 포함하고 있었다.

## 2001년
1월 23일, Vivendi는 39명의 직원이 일하는 Flipside.com의 Bellevue 사무실 부분을 폐쇄한다고 발표하였다. 직원의 30%는 Bellevue의 시에라 온라인의 사무실로 이전하였고, 나머지 직원은 일자리를 잃었다.
David Grenewetski는 2001년 초 사장 및 CEO에서 내려섰고, 2001년 5월 9일, 시에라 온라인은 새 사장 및 CEO로 Thomas K. Hernquist를 맞았다 Michael A. Ryder가 COO 및 생산 부분의 수석 부사장으로 합류하였다. Hernquist는 오래 머물지 않았고, Ryder가 곧 그 자리를 차지하였다.
8월, WorldStream Communications은 .com 붕괴의 희생자 중 하나가 되어, 회사는 망했고 87명이 일자리를 잃었다.
당시 수익이 거의 없었던 개발부의 운영비는, Vivendi에서 다루기 매우 어렵게 되었고, 이에 Vivendi Universal Publishing의 수석 관리자들은 경제적 축소를 결정하였고, 그리하여 시에라 온라인의 대규모 구조조정이 수행되었다.
8월 14일, 시에라 온라인은 마지막으로 도끼를 Dynamix에게 내려쳤고 개발팀은 문을 닫았다. 97명이 해고되었다. Dynamix는 많은 시에라 온라인의 열혈애호가들에게는 회사와 영광스런 과거의 의미 있는 연결점 의 거의 마지막으로 남은 조각으로 보였으며, Dynamix의 폐쇄는 17년의 사업 역사 끝에, 시에라 온라인은 그 근원으로부터 떨어져 나가려는 마지막 걸음을 내딛은 것으로 보였다. Dynamix는 시에라 온라인을 위한 많은 기념비적인 게임을 개발하였으나, 재정적 문제를 자주 일으켰었다. CUC 사기 이후 시에라 온라인이 더욱 적극적인 사업분위기로 들어서면서, 수익이 나지 않는 개발부는 더 이상 설 자리가 없었다.
8월 15일, Bellevue의 본사에서 148명이 넘는 사람이 해고되었다. 시에라 온라인의 관리, 홍보, 법률, 고객 봉사와 기술 지원 부분 등에서 일하던 많은 사람들은 Vivendi Universal Publishing에 의해 합병 및 흡수되었으며 Los Angeles의 Vivendi 인력으로 다루어졌다. 20명이 넘는 직원이 Vivendi의 본사로 이동하였다.
시에라 온라인은 독자적인 website를 잃고 Vivendi Universal Publishing의 website의 일부가 되었다. 시에라 온라인은 Sierra Home 부분의 대부분을 매각하였고 이 상표와 집단의 상당한 부분이 중단해버렸다. Vivendi 의 Los Angeles 사무실에서 만들어져 시에라 온라인 상표로 팔리는 Print Artist를 제외하고는 모든 상품이 중단되었다. 이 단절과 합병은 시에라 온라인 와 Vivendi의 다른 상호작용 유희 회사 사이의 협력을 만들고 시에라 온라인을 (이 단절에 영향을 받지 않은) Blizzard Entertainment의 조직과 비슷하게 만들어 더 효율적으로 동작하도록 만들기 위한 것이라고 발표되었다.
모두 245명의 직원이 Bellevue와 Dynamix의 폐쇄로 인하여 일자리를 잃었다, 그리고 이 일로 시에라 온라인은 전 직원의 40%를 잃었다.
11월 9일, 해고는 계속되었고 시에라 온라인의 Bellevue의 본부 유희 부서와 Sierra Home 부서의 남은 39명이 일자리를 잃었다. 이 추가 해고 후 Bellevue의 사무실에는 200명의 직원이 남았다.
시에라 온라인은 이후 상표 인지도를 잃기 시작하였다. 그리고 Vivendi Universal Games Northwest로 알려진 Vivendi 내의 조직이 되었다. 그러나, Mike Ryder는 사장으로서, King’s Quest, Space Quest, Leisure Suit Larry 와 다른 작품들의 부활로 즐거움을 회복하여 시에라 온라인에게 이전의 영광을 되돌릴 것을 주장하였고, 시리즈의 원 설계자들을 만나기까지 했다.
11월 중순, 시에라 온라인은 그들의 상징기호를 5번째로 바꾸었다. 많은 옛 열혈애호가들에게는, 옛 Yosemite하고는 상관이 없었지만, 반갑게도 옛 반구형 그림요소를 가지고 있었다. 아직 옛 시에라 온라인 조직의 열혈애호가들은 그 상징을 보면서, 약간이지만 그들의 어드벤처 게임의 뿌리를 결국은 살릴 수 있을 것이라고 보았다.

## 2002년

### 사명변경
2월 19일, 시에라 온라인은 공식적으로 사명을 Sierra Entertainment, Inc. 바꾸었다. 사장인 Mike Ryder는 성명서에서 새 이름은 "PC와 차세대 게임기를 위한 게임을 비롯한 넓은 범위의 유희 제품을 개발하는 회사의 책임을 반영한 결과다" 라고 선언하였다.
사장 Mike Ryder는 Sierra Entertainment가 과거의 영광을 회복하고, King’s Quest, Space Quest, Leisure Suit Larry와 다른 시리즈들을 원 제작자들과 접촉하기까지 해서라도 다시 만들어 큰 즐거움을 선사할 것이라고 선언하였다. 그는 회사가 업계의 정상으로 복귀하기 위한 결정이라고 하였다. 결과적으로, Vivendi는 공식적으로 Sierra Entertainment가 현재 상태를 유지하기를 원한다고 공식적으로 발표하였고, Ryder는 잘렸다.
많은 열혈애호가들의 놀라움 속에, Sierra Entertainment는 High Voltage Software 와 합작으로 Leisure Suit Larry: Magna Cum Laude 라고 이름 붙여진 Leisure Suit Larry 계열의 새 장의 개발을 발표하였다. 많은 열혈애호가들은 이제는 단지 Vivendi Universal Games의 상표명일 뿐인 Sierra Entertainment가 사랑 받던 시리즈의 적통 후속작품을 내는 것에 대하여 부정적이었다, 특히 시리즈의 원 제작자 Al Lowe가 없다는 소식을 들은 후에는 더욱 그러하였다.

## 2003년
Magna Cum Laude가 출시되었을 때, 열혈애호가들은 매우 실망하였다. 시리즈의 유명한 주인공인 Larry Laffer는 사라지고, 대신 새 등장인물 Larry Lovage가 Laffer의 조카라는 설정으로 대체되었다. 그리고 시리즈의 똘똘하고 재치 있던 웃음은 사라지고, 추찹한 성적 웃음으로 대체되었다. 그러나 이 게임은 막대한 문제점에도 불구하고 잘 팔렸고, 몇몇 열혈애호가들은 주인공 Lovage의 PC에서 취소된 Leisure Suit Larry 4를 해 볼 수 있었던 것 같은, 원 시리즈의 약간의 흔적에 주목하며 즐거워했다.
그때 Sierra Entertainment는 개발자로서의 일을 모두 그만 두었다. Bellevue는 아직 Print Artist 와 Hoyle Card Games 같은 제품을 개발 중이었고, Sierra Entertainment의 남은 두 개발 부분, Papyrus 와 Impressions Games는 아직 Caesar III 와 Nascar Racing 같은 그들의 시리즈의 후속 게임들을 개발하였다. 그러나 개발에는 비용이 들었고 Sierra Entertainment의 내부개발팀의 제품은 단순히 잘 팔리는 게임이 없었다.
Sierra Entertainment는 아직 많은 독점작품들을 가지고 판매하였으나, Sierra Entertainment의 다른 큰 제품과는 달리, 이 제품들은 Massive Entertainment와 High Voltage Software와 같은 외부의 독립된 개발부들로부터 개발되었다. Bellevue를 통해서, Sierra Entertainment는 독립된 아들회사들의 큰 유통사였다.
2003년 늦게, Mike Ryder는 Bellevue 사무실의 일반 관리자와 남은 회사의 부사장으로서 Sierra Entertainment의 나머지를 담당하였던 Kelly Zmak으로 바뀌었다.
나중에 전 CEO 및 의장이었던 켄은 열혈애호가들과 직접 말하기 위하여 Sierra fan site를 열었고, 이는 아직도 열려있다. 이 해, 켄은 Mike Ryder와 접촉하여 회사의 전략적 방향에 대하여 회사의 사장에게 조언할 수 있기를 희망하였으나, 회사 담당자들에게 비참하게 무시당했다. Blizzard Entertainment가 떠오르면서, Sierra Entertainment는 떨어지기 시작하였고 Vivendi 담당자들은 그들이 정말로 Sierra Entertainment를 필요로 하는지 의문을 가지기 시작하였다.

## 2004년
개명한 Sierra Entertainment 는, Vivendi의 투자 부족과, Vivendi의 빈번한 출시 요구에 의해 거의 성공적이지 않은 대화형 유희 제품의 개발을 계속하였다. 하지만 Half Life 2와 Home World 2의 대박은 아직은 존경할만한 유통사라는 Sierra Entertainment의 명성을 견고히 하였고, 300명이 넘는 인원과 함께, Sierra Entertainment는, 과거의 영광은 그늘졌지만, 갈채를 받는 게임들의 유통의 책임과 더불어, 아직도 게임 산업에서 주요 주자였다.
그러나, 최근의 적지 않은 성공에도 불구하고, Sierra Entertainment의 오랜 역사는 설립 25년째인 2004년의 몇 번의 충격으로 끝났다. 모회사인 Vivendi 재정 문제로, 비용삭감 측정이 수행되었고, 그 결과 Sierra Entertainment의 개발사로서의 수익 부족 때문에, Impressions Games와 Papyrus Design Group은 봄에 문을 닫았고, 50명이 일자리를 잃었다. 180명의 회사 연관 인력들의 자리가 Vivendi의 Los Angeles 사무실에서 없어졌다.

### 최후
마지막으로 6월, Vivendi Universal Games는 Bellevue의 Sierra Entertainment의 마지막 직원들의 대부분을 해고하였고, 100여명이 일자리를 잃거나, Sierra Entertainment의 일에서 Vivendi Universal Games의 다른 일로 재배치되었다. Print Artist 같은 다른 제품들은 절판되었다. Hoyle 독점판매권은 독립 개발자에게 팔렸다. 전체적으로 350명의 인력이 일자리를 잃었다. Bellevue 사무실의 불은 꺼졌고, 기억될 만한 수백 가지의 회사의 게임의 개발자와 회사의 열혈애호가들을 위한 수많은 기억의 집은 2004년 8월의 시간이 마지막이었다. Vivendi Universal Games는 Sierra Entertainment의 상표명과 기호는, Los Angeles의 Vivendi Universal Games 본부가 밀려날 때까지, Vivendi Universal Games 게임들에 사용하였다.

## 2005년 이후
2005년 1월, Vivendi Universal은 2004년 Universal Studios의 80%를 NBC 에게 매각한 다음에 Vivendi로 개명하였고, 게임 부분도 Vivendi Game으로 바뀌었다.
2005년의 시작에 Vivendi는 게임 부분의 수익성 회복을 위한 구조조정 계획을 수행하였다. 이 계획은, 새로운 관리, 개발팀, IP로 Sierra Entertainment의 회복 및 활성화를 포함하고 있었다. Sierra Entertainment와 third party와의 협력이 조직되었다.
Massive Entertainment, High Moon Studios, Radical Entertainment와 Swordfish Studios를 포함한 몇몇 개발부는 Sierra Entertainment의 새로운 가정용 개발의 수행을 위하여 2005년부터 2006년에 걸쳐 Sierra Entertainment의 이름으로 모여 뭉치게 되었다. 다른 Vivendi 부분과 Vivendi의 동료회사들로부터 창조 권리는 Sierra Entertainment에게 부여되었고, Spyro the Dragon, 50 Cent: Bulletproof and Scarface 같은 몇몇 명성 높은 IP들도 Sierra Entertainment에게 부여되었다.
Sierra Entertainment는 Los Angeles의 Vivendi Games의 본부를 통하여 계속 운영되었다. Sierra Entertainment는 전 세계 개발팀의 사장으로 행동하는 Martin Tremblay와 홍보의 수석 부사장으로 행동하는 Al Simone에 의해 돌아갔다. 회사는 Massive Entertainment, High Moon Studios, Radical Entertainment 와 Swordfish Studios 4개의 아들회사의 모회사이다.
2007년 9월, Sierra Entertainment는 그들의 실시간 전술 비디오 게임 World in Conflict를 출시하였다.
2007년 12월, Vivendi Games는 회사를 Activision Blizzard를 만들기 위해 Activision과 합병하였다. 이 일이 Sierra Entertainment에 어떤 영향을 미칠 것인가에 대한 세부적인 것은 아직 발표되지 않았다.
2014년 8월 6일, 자사의 공식 홈페이지에 티저 영상과 새로운 로고를 공개했다. Activision이 홈페이지 도메인을 소유하고 있고, 게임스컴 2014에서 자세한 정보가 공개될 예정이다.

## 시에라의 돌파구
시에라를 위기에서 벗어나게 해준 일종의 '돌파구'같은 소프트/하드웨어들이다.
- 미스터리 하우스: 그래픽이 첨가된 최초의 텍스트 어드벤처 게임.
- 킹스 퀘스트 IV: 밤/낮 순환, 최초의 스테레오 사운드 카드 지원 게임.
- 킹스 퀘스트 V: 최초의 성우연기가 추가된 CD 게임. 이 게임은 시에라 최초의 VGA 지원 게임이기도 하다. (비록 다른 게임 회사들이 먼저 VGA를 지원하는 게임들을 발매하긴 했었지만 말이다.)
- 시에라 스크리밍 3D: 시에라가 판매한 비디오 카드로, 3D 가속기를 지원했다.

## 시에라에서 파생돼 나온 게임회사들
- 매시브 엔터테인먼트(Massive Entertainment)
- 래디컬 엔터테인먼트(Radical Entertainment)
- 스워드피쉬 스튜디오(Swordfish Studios)
- 하이 문 스튜디오(High Moon Studios)
- 콕텔 비전(Coktel Vision, 비벤디사의 한 부)
- 요세미티 엔터테인먼트(Yosemite Entertainment, 폐쇄됨)
- 다이나믹스(Dynamix, 폐쇄됨)
- 임프레션스 게임즈(Impressions Games, 폐쇄됨)
- 브라이트 스타 테크놀로지(Bright Star Technology, 폐쇄됨)
- 시너지스틱 스튜디오(Synergistic Studios, 폐쇄됨)
- 프론트 페이지 스포츠(Front Page Sports, 폐쇄됨)
- 북스 댓 워크(Books That Work, 폐쇄됨)
- 그린 썸 소프트웨어(Green Thumb Software, 폐쇄됨)
- 파피러스 디자인 그룹(Papyrus Design Group, 폐쇄됨)
- 헤드게이트(Headgate, 처음 회사의 주인에게 다시 팔림)
- 버클리 시스템즈(Berkeley Systems, 폐쇄됨)
- 파이로테크닉스(PyroTechnix, 폐쇄됨)

## 시에라에서 제작·발매한 게임들
독립 법인으로 존재하며 주로 어드벤처 게임을 제작하던 시에라 온라인 시절에 만들어졌던 주로 어드벤쳐 게임들의 극히 일부는 아래와 같은 게임들이 있다.

### AGI 엔진으로 만들어진 게임들
- King's Quest 1: Quest for the Crown (1984)
- King's Quest 2: Romancing the Throne (1985)
- The Black Cauldron (1986)
- Donald Duck's Playground (1986)
- King's Quest 3: To Heir Is Human (1986)
- Space Quest 1: The Sarien Encounter (1986)
- Leisure Suit Larry in the Land of the Lounge Lizards (1987)
- Mixed-Up Mother Goose (1987)
- Police Quest: In Pursuit of the Death Angel (1987)
- Space Quest 2: Vohaul's Revenge (1987)
- Gold Rush! (1988)
- Manhunter: New York (1988)
- King's Quest 4: The Perils of Rosella (1988)
- Manhunter 2: San Francisco (1989)

### SCI엔진으로 만들어진 게임들
- King's Quest 4: The Perils of Rosella
- Leisure Suit Larry Goes Looking for Love (in Several Wrong Places)
- Police Quest 2: The Vengeance
- 1988 Christmas Card
- Space Quest 3: The Pirates of Pestulon
- Hoyle's Official Book of Games: Volume 1
- Hero's Quest: So You Want to Be a Hero
- Leisure Suit Larry 3: Passionate Patti in Pursuit of the Pulsating Pectorals
- The Colonel's Bequest
- Codename: Iceman
- Conquests of Camelot: King Arthur, Quest for the Grail
- Hoyle's Official Book of Games: Volume 2
- Mixed-Up Mother Goose (Version 1.02)
- King's Quest 1: Quest for the Crown (1990 리메이크)
- Space Quest 3: The Pirates of Pestulon (international versions)
- Leisure Suit Larry 3: Passionate Patti in Pursuit of the Pulsating Pectorals (international versions)
- Jones in the Fast Lane (disk version)

### SCI1.0 엔진으로 만들어진 게임들
- 1990 Christmas Card - The Seasoned Professional
- Quest for Glory 2: Trial by Fire
- Hoyle's Official Book of Games: Volume 3
- King's Quest 5: Absence Makes the Heart Go Yonder! (disk version)
- Leisure Suit Larry in the Land of the Lounge Lizards (enhanced 리메이크)
- Space Quest 4: Roger Wilco and the Time Rippers (disk version)
- Mixed-Up Mother Goose (CD-ROM version)
- Leisure Suit Larry 5: Passionate Patti Does a Little Undercover Work
- EcoQuest: The Search for Cetus (disk version 1.0)
- Jones in the Fast Lane (CD-ROM version)
- King's Quest 5: Absence Makes the Heart Go Yonder (CD-ROM & international disk versions)
- Mixed-up Fairy Tales
- Police Quest 3: The Kindred
- Space Quest 1: The Sarien Encounter (enhanced 리메이크)
- Space Quest 4: Roger Wilco and the Time Rippers (international versions)
- Conquests of the Longbow: The Adventures of Robin Hood
- Castle of Dr. Brain

### SCI1.1 엔진으로 만들어진 게임들
- 1992 Christmas Card
- EcoQuest: The Search for Cetus (disk version 1.1, CD-ROM version)
- EcoQuest 2: Lost Secret of the Rainforest
- Freddy Pharkas: Frontier Pharmacist
- The Island of Dr. Brain
- King's Quest 6: Heir Today, Gone Tomorrow
- Laura Bow: The Dagger of Amon Ra
- Leisure Suit Larry 6: Shape Up or Slip Out! (disk and low-res CD-ROM version)
- Mixed-up Mother Goose (Version 2.000)
- Pepper's Adventure in Time
- Police Quest: In Pursuit of the Death Angel (enhanced 리메이크)
- Quest for Glory 1: So You Want to Be a Hero (256 color 리메이크)
- Quest for Glory 3: Wages of War
- Space Quest 4: Roger Wilco and the Time Rippers (CD-ROM version)
- Space Quest 5: The Next Mutation

### SCI2.0 엔진으로 만들어진 게임들
- Gabriel Knight: Sins of the Fathers
- The Beast Within: A Gabriel Knight Mystery
- King's Quest 7: The Princeless Bride
- Leisure Suit Larry 6: Shape Up or Slip Out! (hi-res CD-ROM version)
- Mixed-up Mother Goose Deluxe
- Phantasmagoria
- Police Quest 4: Open Season
- Quest for Glory 4: Shadows of Darkness
- Shivers
- Space Quest 6: The Spinal Frontier
- Torin's Passage

### SCI3.0 엔진으로 만들어진 게임들
- Leisure Suit Larry 7: Love for Sail!
- Lighthouse: The Dark Being
- Phantasmagoria 2: A Puzzle of Flesh
- RAMA
- Shivers 2: Harvest of Souls

### 미분류 게임들
- Mystery House (1980)
- Wizard and the Princess (1980)
- Time Zone (1982)
- Oil's Well (1983, 1990)
- King's Quest Mask Of Eternity (1996)
- Quest For Glory 5: Dragon Fire (1997)
- Gabriel Knight 3: Blood of the Sacred, Blood of the Damned (1999)

### IBM PC로 이식된 게임 아츠 게임들
- Thexder (1987)
- Silpheed (1988)
- Zeliard (1990)
- Fire Hawk: Thexder - The Second Contact (1990)
- Sorcerian (1991, 일본 팔콤 게임이고, 타이틀에는 일단 팔콤으로 나옴)
- Thexder (1995, 윈도우 95용으로 리메이크)

### 시에라 온라인으로의 피인수 후 다이나믹스가 만든 게임
이 목록은 다이나믹스가 만든 게임의 극히 일부분이다.
- Rise Of The Dragon
- Heart Of China
- Adventures Of Willy Beamish
- Pepper's Adventures In Time
- Betrayal At Krondor
- Incredible Machine
- Incredible Machine 2
- Sid & Al's Incredible Toons

### 시에라 온라인으로의 피인수 후 콕텔 비전이 만든 게임
이 목록은 콕텔 비전이 만든 게임의 일부분이다.
- Inca (1993)
- Inca II: Wiracocha (1993)
- The Bizarre Adventures of Woodruff and the Schnibble (1993)

이 외에도 굉장히 많이 있다.